# Railjet 1. Generation
Die Railjets der ersten Generation sind Wendezüge der Österreichischen Bundesbahnen, gehören zu den schnellsten lokbespannten Zügen der Welt und werden seit Fahrplanwechsel 2008/2009 auf einem stetig größer werdenden Netz der Zuggattungen Railjet (RJ) und Railjet Xpress (RJX) in und um Österreich eingesetzt. Die Garnituren werden mit Wagen aus der Fahrzeugfamilie Siemens Viaggio Comfort gebildet, welche auf den Modularwagen von SGP basieren.

## Geschichte

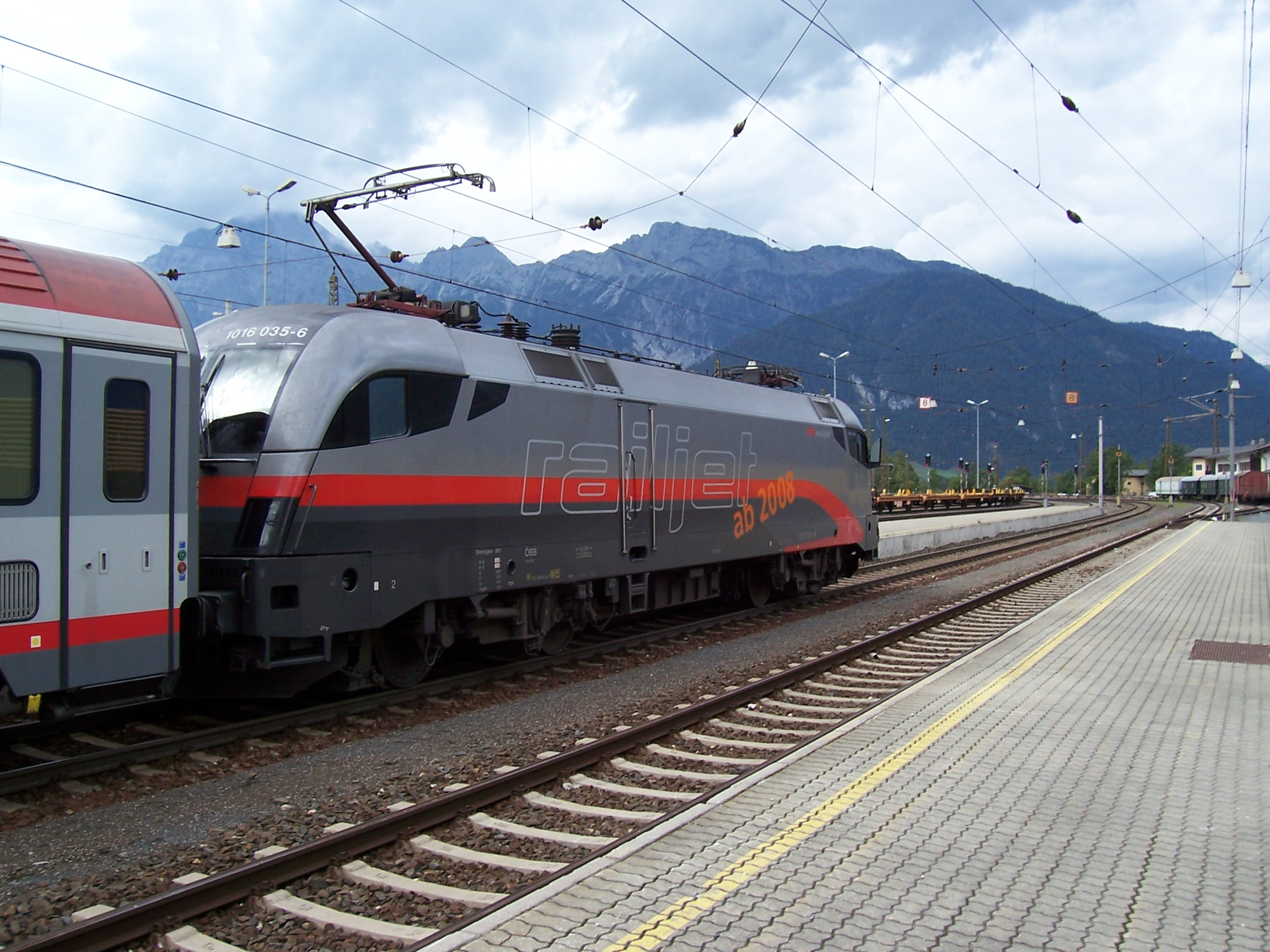
ÖBB Taurus I in railjet-Versuchslackierung

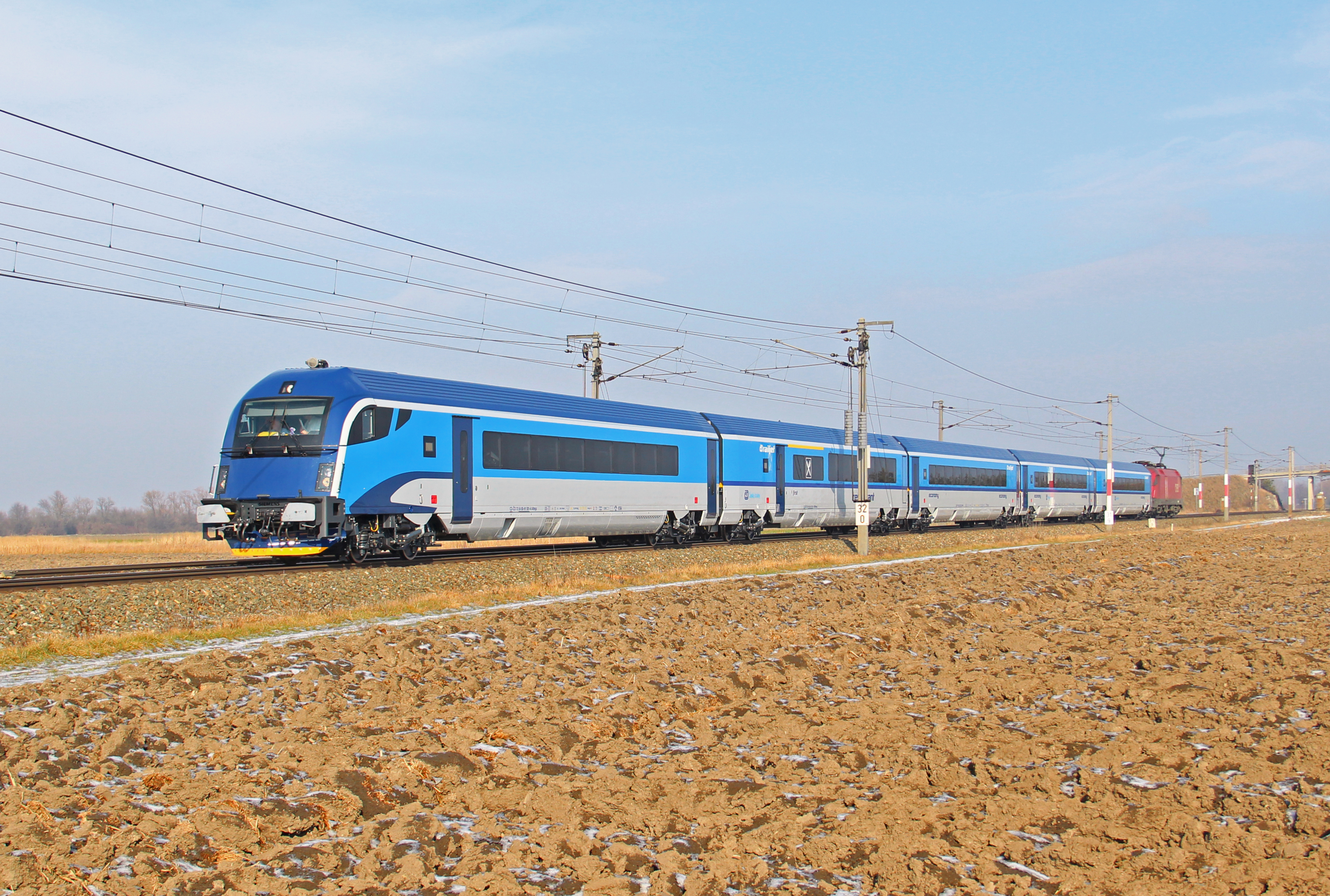
Probefahrt der ersten ČD-Railjet-Garnitur bei Wampersdorf

Die Lieferung der Züge wurde 2005 ausgeschrieben. Um den Auftrag bewarben sich Siemens, Bombardier und CAF. In seiner Sitzung vom 9. Februar 2006 genehmigte der Aufsichtsrat der ÖBB-Holding die Beschaffung von 23 Garnituren im Wert von 245 Millionen Euro. Eine Option sah die Lieferung weiterer 40 Garnituren bis 2015 vor. Der Gesamtpreis für die von Siemens Mobility hergestellten 23 Züge belief sich auf 244 Millionen Euro. Gesamtkonzeption, Konstruktion der Wagenkästen und die Inneneinrichtung erfolgten an den Siemens-Standorten Graz und Wien. Dort begann im November 2006 der Bau der Wagen. Der erste Rohbauwagenkasten war im August 2007 fertig und am 21. April 2008 rollte die erste, noch verkürzte Garnitur aus dem Werk in Wien. Bis Dezember 2009 waren die ersten 23 Einheiten im Einsatz.
Eine darüber hinaus reichende Option zum Kauf weiterer Einheiten wurde vom ÖBB-Aufsichtsrat wahrgenommen – es wurden im Oktober 2007 insgesamt 44 weitere Züge im Gesamtwert von 540 Millionen Euro bestellt.
Später wurde allerdings nur ein Teil dieser Railjet-Garnitur auch tatsächlich von der ÖBB abgenommen.
Am 12. Juli 2008 fuhr eine vierteilige Railjet-Garnitur mit 275 km/h zwischen St. Valentin und Amstetten einen neuen Geschwindigkeitsrekord für einen österreichischen Zug in Österreich.
Die Wagenzüge wurden zunächst nur mit Bistrowagen ausgeliefert. Weil sich zu viele Reisende darüber beschwerten, wurden seit Juli 2011 – beginnend mit der Garnitur 38 – die Railjet-Einheiten mit vollwertigen Restaurants anstatt des Bar-Bistros ausgeliefert und die vorhandenen Bistro- in Speisewagen umgebaut. Der Umbau der Zuggarnituren erfolgte überwiegend zusammen mit dem Einbau von ETCS-Fahrzeuggeräten. Sie wurden notwendig, da seit Dezember 2012 auf der Westbahnstrecke nur noch ETCS-taugliche Garnituren eingesetzt werden dürfen. Weiters wurde im ersten Halbjahr 2012 damit begonnen, die Garnituren mit WLAN auszustatten. Vorgesehen war, dass zu Ende 2012 die gesamte Flotte über kabellosen Internetzugang und einen Speisewagen verfügt.
Im September 2011 interessierte sich das tschechische Eisenbahnverkehrsunternehmen České dráhy (ČD) ursprünglich für die ÖBB Vertragsoption von 16 Railjet-Garnituren. Die siebenteiligen Züge sollten zwischen Brünn und Prag sowie im grenzüberschreitenden Fernverkehr nach Österreich, Deutschland, Ungarn und der Slowakei eingesetzt werden. Nach einem zwischenzeitlichen Desinteresse bestellten die ČD im August 2012 sieben Railjet-Garnituren fest. Die Lieferungen aus der Order im Wert von etwa 100 Millionen Euro sollten ab 2014 erfolgen. Es bestand zudem eine Option für weitere acht achtteilige Züge, die jedoch im September 2013 fallengelassen wurde.
Der Ersteinsatz auf der Südbahn erfolgte am 12. Oktober 2011 mit einem Zugpaar auf der Relation Wien – Graz, ab 7. November 2011 folgte ein weiteres Zugpaar auf der Relation Wien – Villach.
Die Garnitur 49 wurde 2012 für das Jubiläum „175 Jahre Eisenbahn in Österreich“ komplett foliert, die Garnitur 50 sollte zumindest für ein Jahr mit der „Polizei“-Werbelok 1116.250 verkehren, ehe sie entklebt wird. Im Juli 2012 wurde die letzte RJ-Garnitur Nummer 51 für die ÖBB im Werk Simmering übergeben. Seit dem Fahrplanwechsel im Dezember 2012 verkehren Railjet-Einheiten auch in Österreich planmäßig mit 230 km/h. Derzeit ist diese Geschwindigkeit auf den Abschnitten Wien – St. Pölten, St. Valentin – Linz und Lambach – Breitenschützing möglich. Auf der Neubaustrecke im Unterinntal werden 220 km/h gefahren. Die Umstellung auf ETCS Level 2 im Winter führte anfangs zu erheblichen Störungen, die sich erst im Laufe des Winters normalisierten. Häufigste Ursache waren Zwangsbremsungen und reduzierte Geschwindigkeit aufgrund von Odometrie-Störungen nach Schotterflug und Eisbildung. Zudem gab es mindestens einmal einen Zwischenfall mit einer durch die Druckwelle aufgeschlagenen Tür beim ÖBB-Konkurrenten Westbahn. Eine Railjet-Einheit verlor ebenfalls eine Tür, jedoch nicht auf der Schnellfahrstrecke.
Da die Semmering-Nordrampe stärkere Neigungen und engere Bogenradien als die Südrampe aufweist, ergaben sich im Schiebebetrieb unzulässige sicherheitsrelevante Betriebszustände, die sich auf den Fahrgastkomfort negativ auswirkten und zu stärkerem Radsatz- und Schienenverschleiß führten. Daher wurden die Zugeinheiten nach einer dringlichen Aufforderung durch den Hersteller Siemens für den Betrieb über den Semmering gedreht. Seit Anfang April 2014 verkehren alle Railjet-Einheiten von Wien-Meidling Richtung Süden mit der Lok voraus über den Semmering. Aus Gründen der einfacheren Betriebsführung wurden die Railjet-Einheiten in ihrem gesamten Streckenverlauf entsprechend neu ausgerichtet.
Ab Dezember 2014 wurde mit den sieben ČD- sowie drei ÖBB-Garnituren ein Gemeinschaftsverkehr Graz–Wien–Prag im Zweistundentakt eingerichtet. Die von den ČD gekauften Wagenzüge verfügen ebenfalls über elektronische Reservierungsanzeigen und ein Fahrgastinformationssystem. Nachdem die ČD rechtzeitig keine geeigneten Triebfahrzeuge auftreiben konnten, werden die Garnituren mit angemieteten ÖBB-Taurus-3-Lokomotiven bespannt. Sie bestehen aus je fünf Wagen der zweiten Klasse, einem Speisewagen wie im ÖBB-Railjet und dem Steuerwagen mit Business- und erster Klasse.

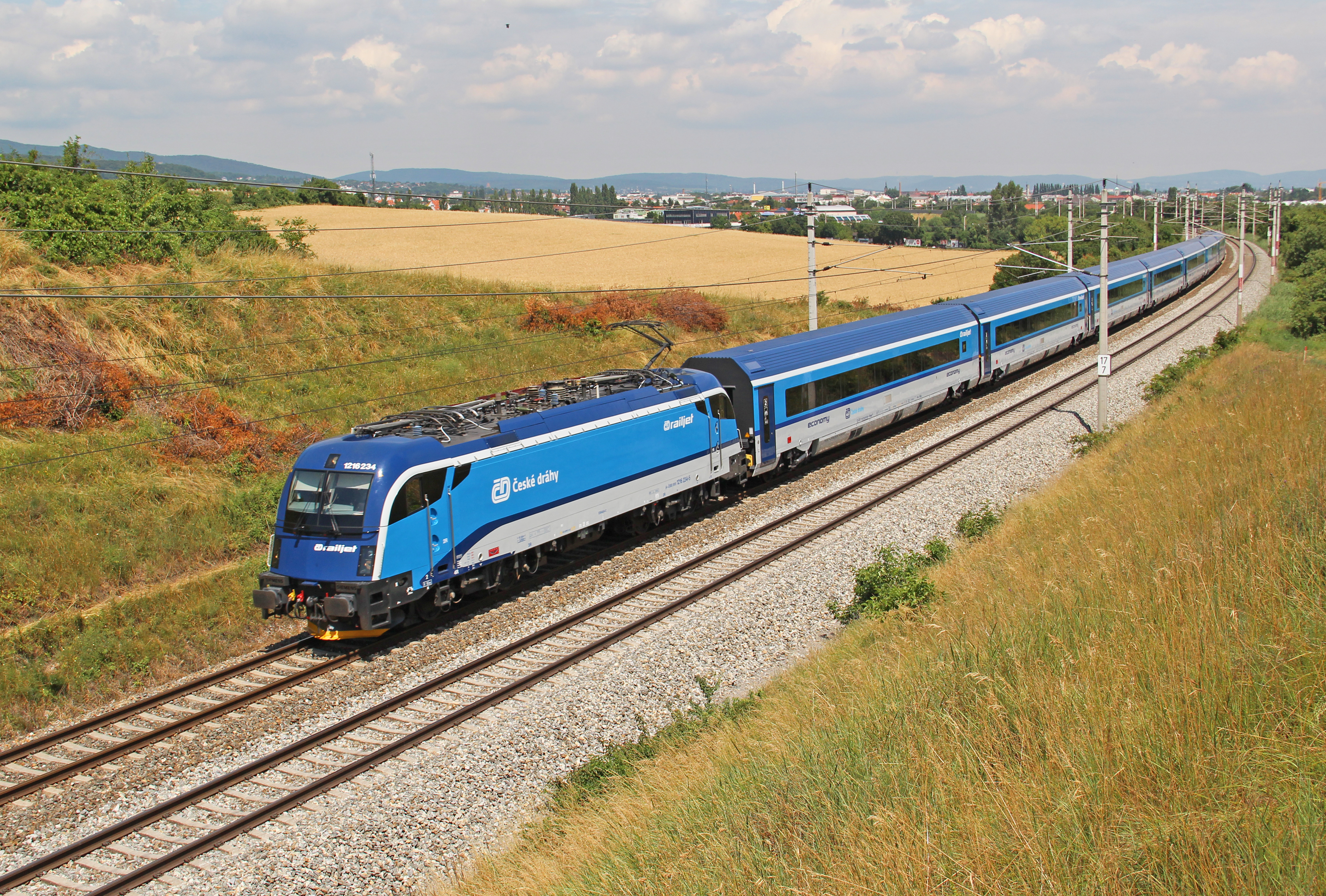
ČD-RJ als EC 73 bei Guntramsdorf

Seit Anfang Februar 2014 wurden mit einem Steuer- und vier Mittelwagen der ersten ČD-Garnitur Probefahrten durchgeführt. Später wurden auch die fehlenden Mittelwagen eingereiht, um eine vollständige Garnitur zu haben. Am 24. April 2014 wurde die erste Garnitur mit der Lokomotive 1216 233 an die ČD übergeben. Seither wurde sie in Tschechien für Test- und Schulungsfahrten verwendet.
Am 6. Mai 2014 wurde der erste ČD-Railjet in Prag der Öffentlichkeit präsentiert. Bei den Feierlichkeiten wurde symbolisch der Schlüssel für den ersten Railjet an ČD-Generaldirektor Daniel Kurucz übergeben, ehe die Garnitur als IC 571 von Prag nach Břeclav zum ersten Mal im Fahrgasteinsatz stand. Danach wurden die beiden bereits gelieferten Garnituren für IC-Züge zwischen Prag und Břeclav sowie Břeclav und Bohumín verwendet. Ab Mitte Juni ersetzten sie schrittweise die herkömmlichen EC-Garnituren zwischen Wiener Neustadt Hbf und Praha hl.n. Mit der Fahrplanumstellung Dezember 2014 wurde der Kurs des ČD-Railjet nach Graz verlängert.
Anfang August 2014 wurde die Bestellung weiterer neun Railjet-Garnituren durch die ÖBB bekannt. Die Garnituren im Gesamtwert von 145 Millionen Euro wurden bis Dezember 2016 geliefert und auf der Westbahn zwischen Wien und Salzburg eingesetzt. Sie wurden zusätzlich für den Verkehr nach Italien ausgerüstet und verkehren bis nach Venedig, bzw. über Innsbruck nach Bozen.

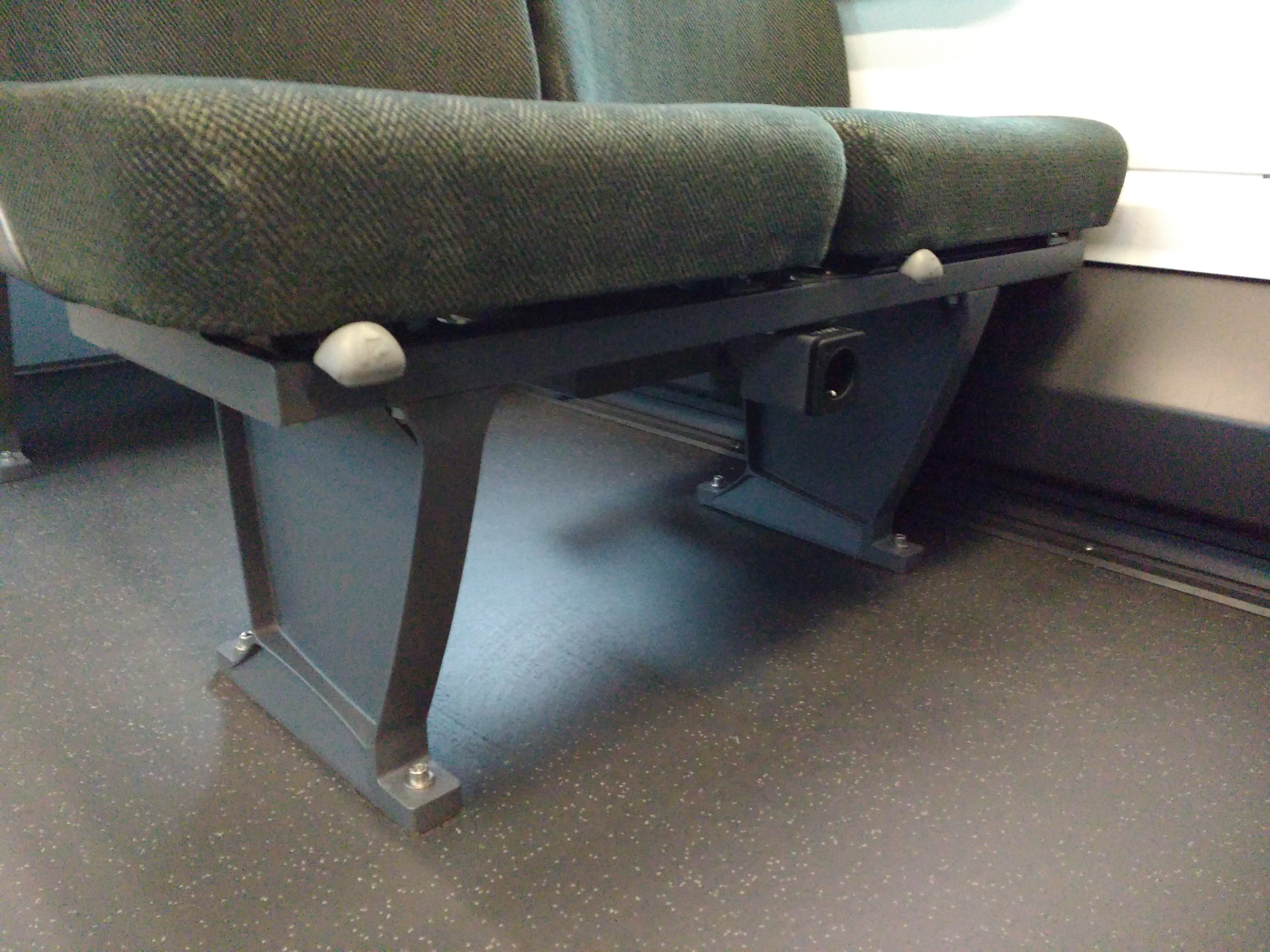
Verstellbare Sitze

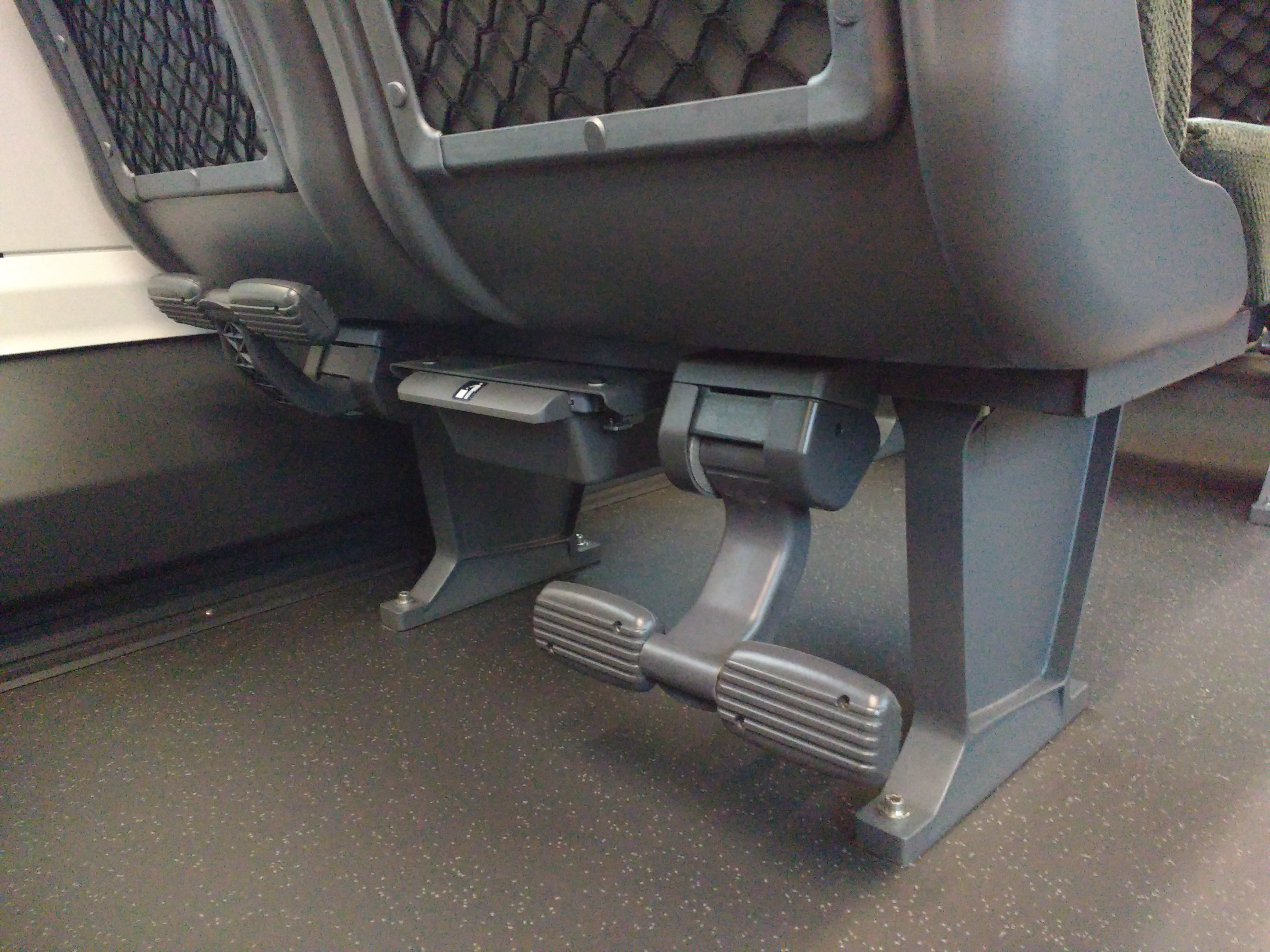
Fußablage

Das Angebot in der Economy Class wurde mit verstellbaren Sitzen und Fußrasten verbessert.

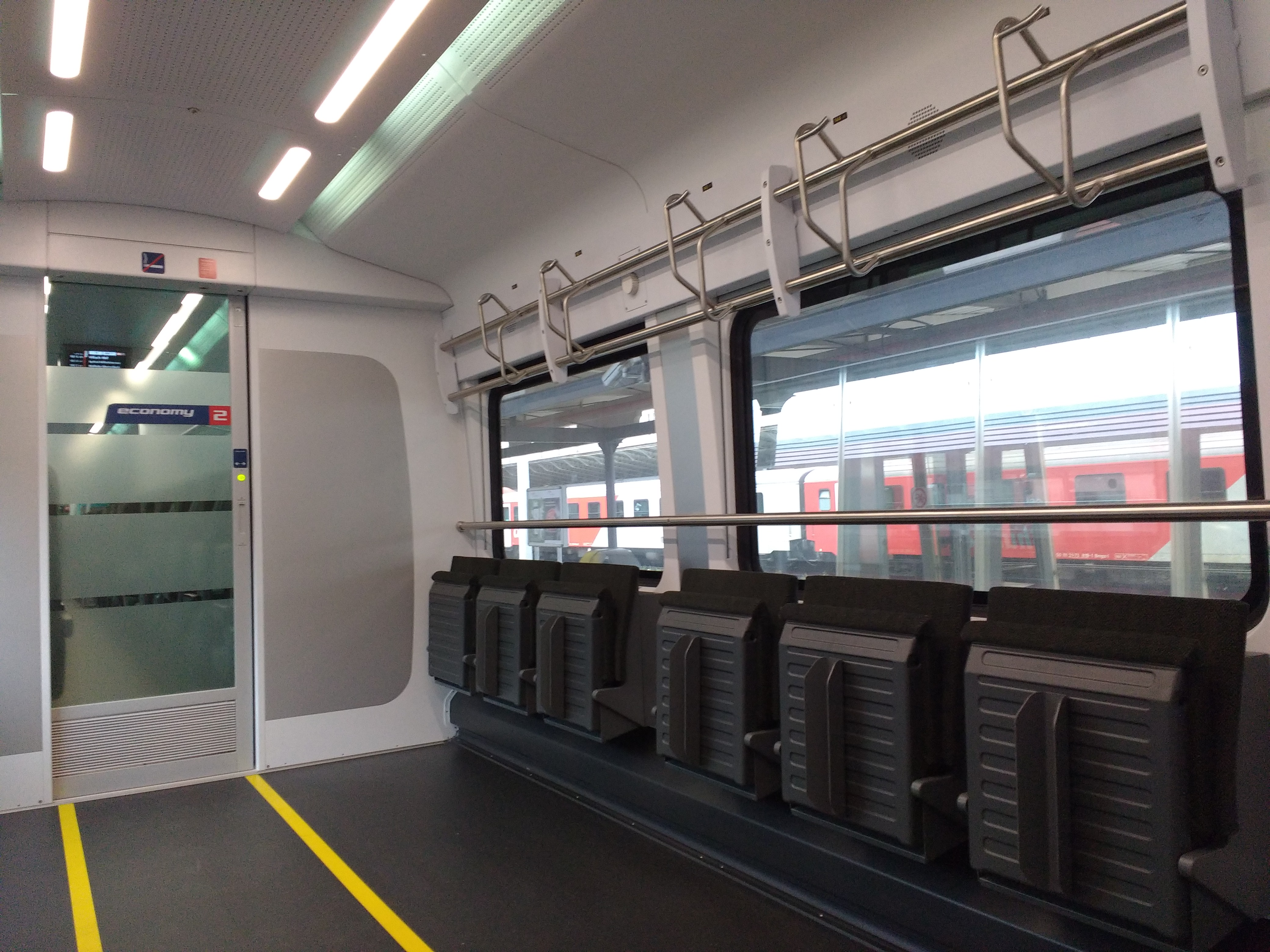
Neues Fahrradabteil

Zusätzlich verfügen die neuen Züge bereits standardmäßig über ein Fahrradabteil. Der Einbau eines Fahrradabteils in die 51 bestehenden Railjet-Garnituren war bis 2016 abgeschlossen. Alle Railjets sind mit Bordrestaurants und WLAN ausgestattet, das auch in Tschechien funktioniert.
Mitte Februar 2015 wurde die erste ÖBB-Railjet-Garnitur mit Fahrradabteil (Garnitur 34) präsentiert.
Seit dem Fahrplanwechsel im Dezember 2015 werden sämtliche Railjet-Verbindungen, die Wien berühren, über Wien Hauptbahnhof geführt und haben dabei als zweiten Halt Wien Meidling. Der Westbahnhof wird nicht mehr von Railjet-Zügen bedient. Auch verkehren seit Dezember 2015 halbstündlich alternierend IC- und Railjet-Züge der ÖBB von oder nach Wien Flughafen Bahnhof. Diese Verbindungen bedienen Destinationen in Österreich und verkehren ab Bahnhof Flughafen Wien von den Bahnsteigen 1 und 2, mit direktem Zugang vom/zum Terminal 3 des Flughafens Wien-Schwechat.
Die im Laufe des Jahres 2016 an die ÖBB gelieferten neun zusätzlichen Garnituren stehen seit dem 11. Oktober 2016 im Fahrgasteinsatz und ersetzen seither IC-Garnituren, die zwischen Wien und Salzburg verkehrten. Die Zugläufe bringen diese Garnituren dabei bis nach Flughafen Wien, Saalfelden und über die Tauernbahn bis nach Klagenfurt.
Seit dem Fahrplanwechsel am 9. Dezember 2018 werden die schnelleren Railjets (ohne Halt in Vöcklabruck, Attnang-Puchheim, Wels Hbf, St. Valentin, Amstetten und Tullnerfeld) auf der Weststrecke als Railjet xpress (RJX)  bezeichnet. Die Railjet-Verbindungen, die seit Oktober 2016 die Intercitys auf der Weststrecke ersetzen, sowie die Railjets auf anderen österreichischen Bahnstrecken verkehren weiterhin unter der Zuggattung Railjet (RJ).
Seit Ende 2019 dürfen Railjet auch nach Italien fahren.
Anfang 2022 werden alle Railjet-Garnituren nach und nach mit farblichen Markierungen von bestimmten Sitzen für Radfahrer im Wagen mit Fahrradabteil ausgerüstet.

## Konzept

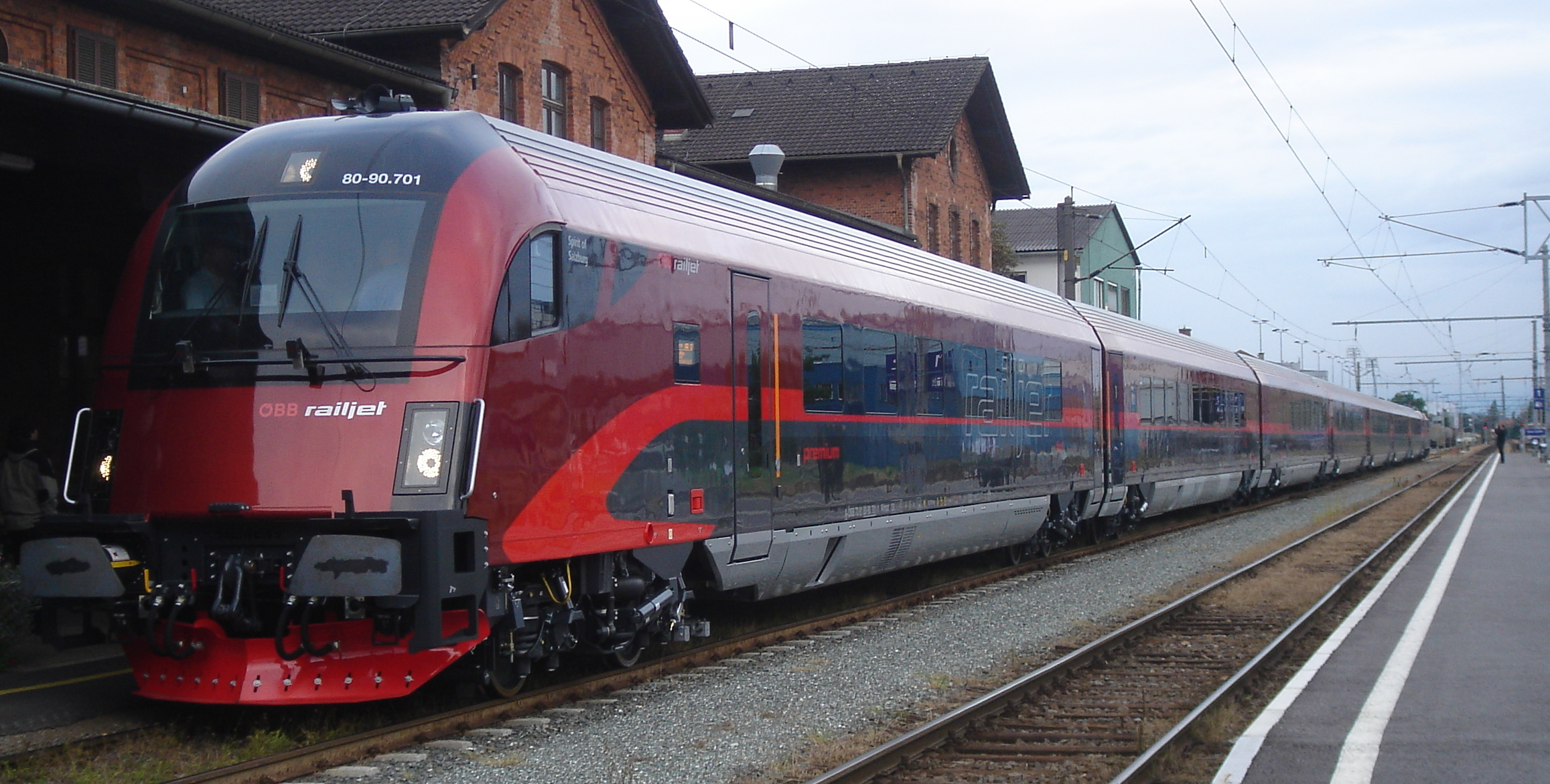
Railjet Spirit of Salzburg am Grazer Ostbahnhof, 2008

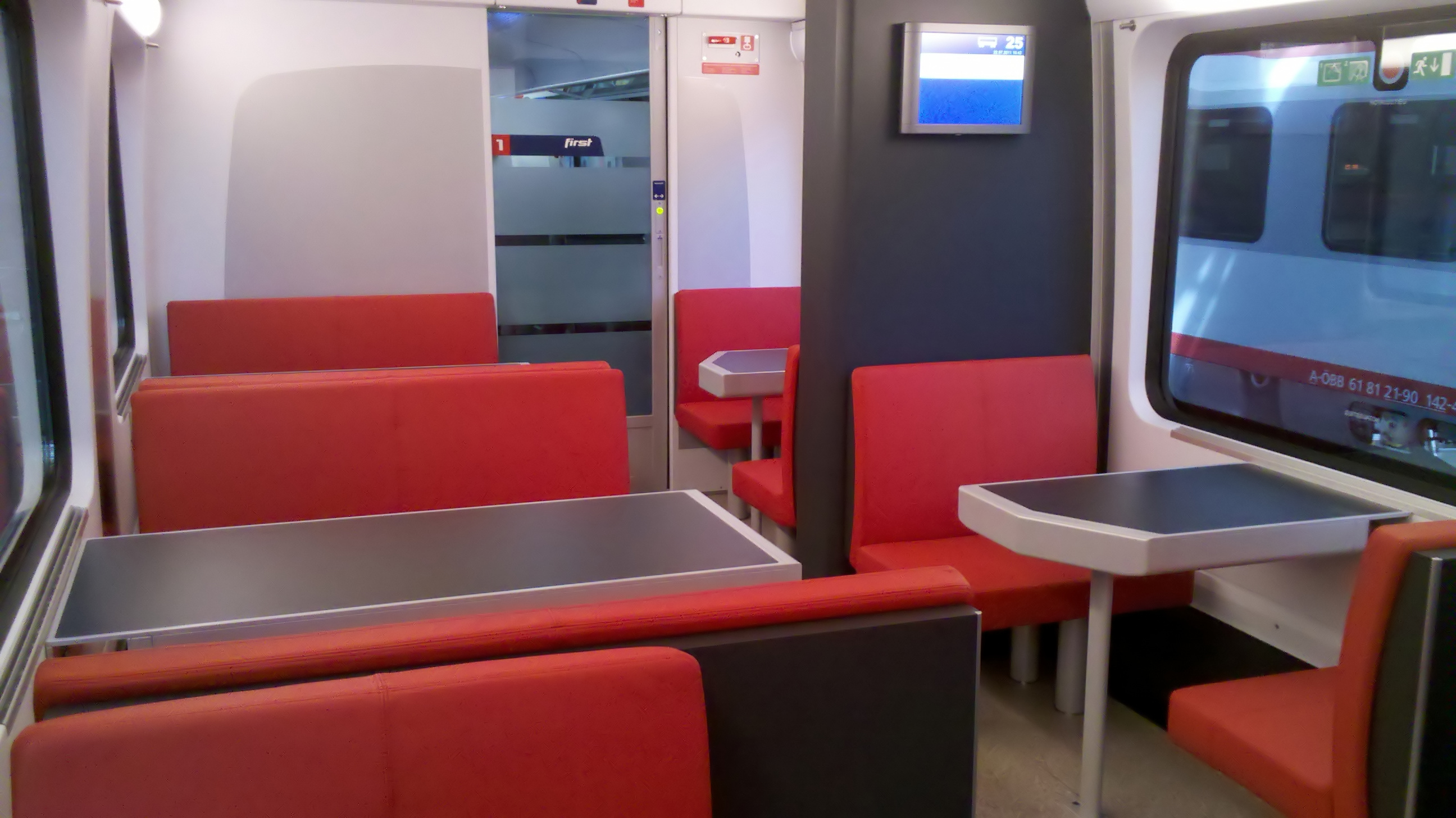
Restaurant

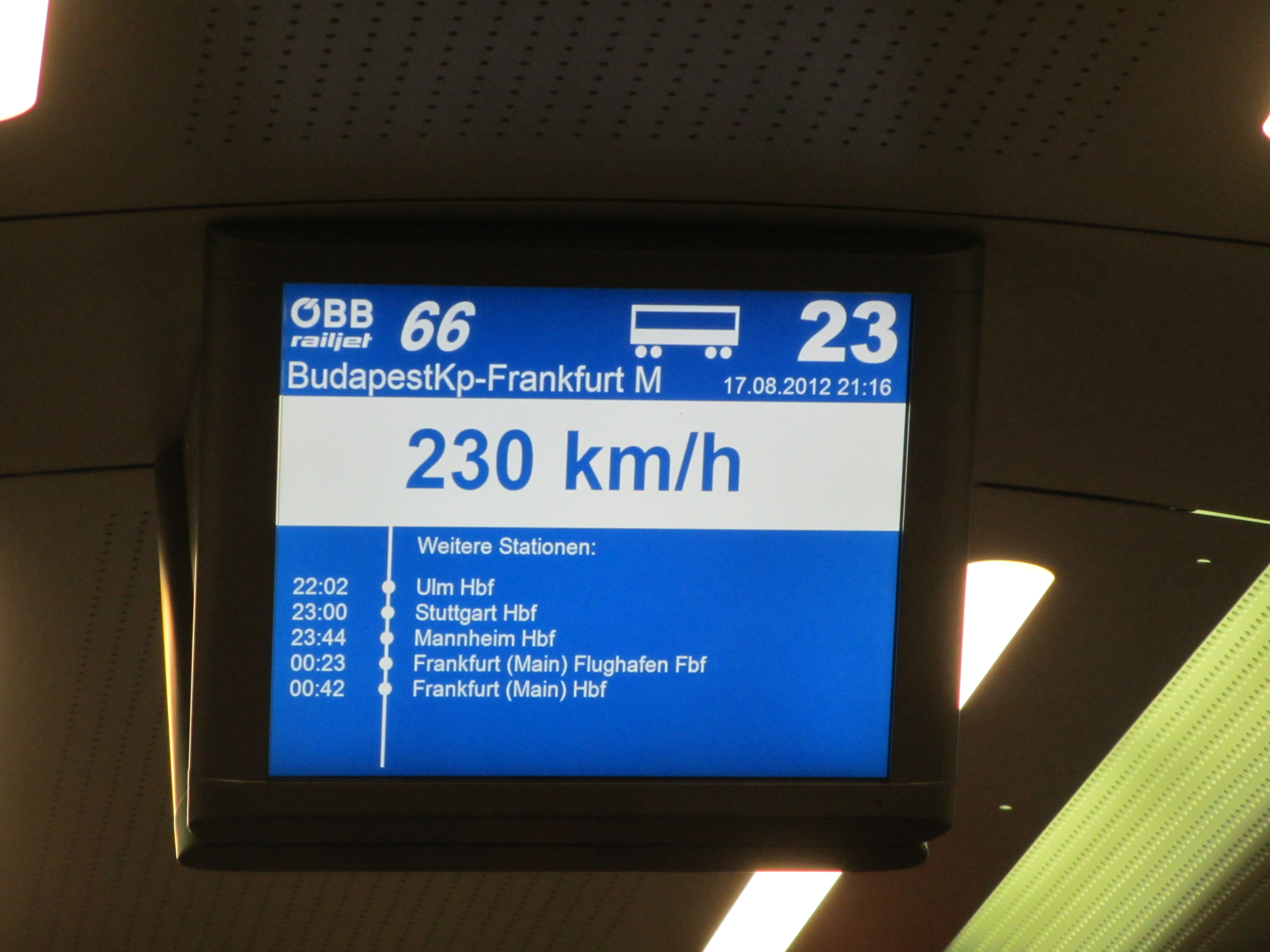
Altes Fahrgastinformationssystem (bis 2016; hier 2012 im RJ66 zwischen München und Augsburg)

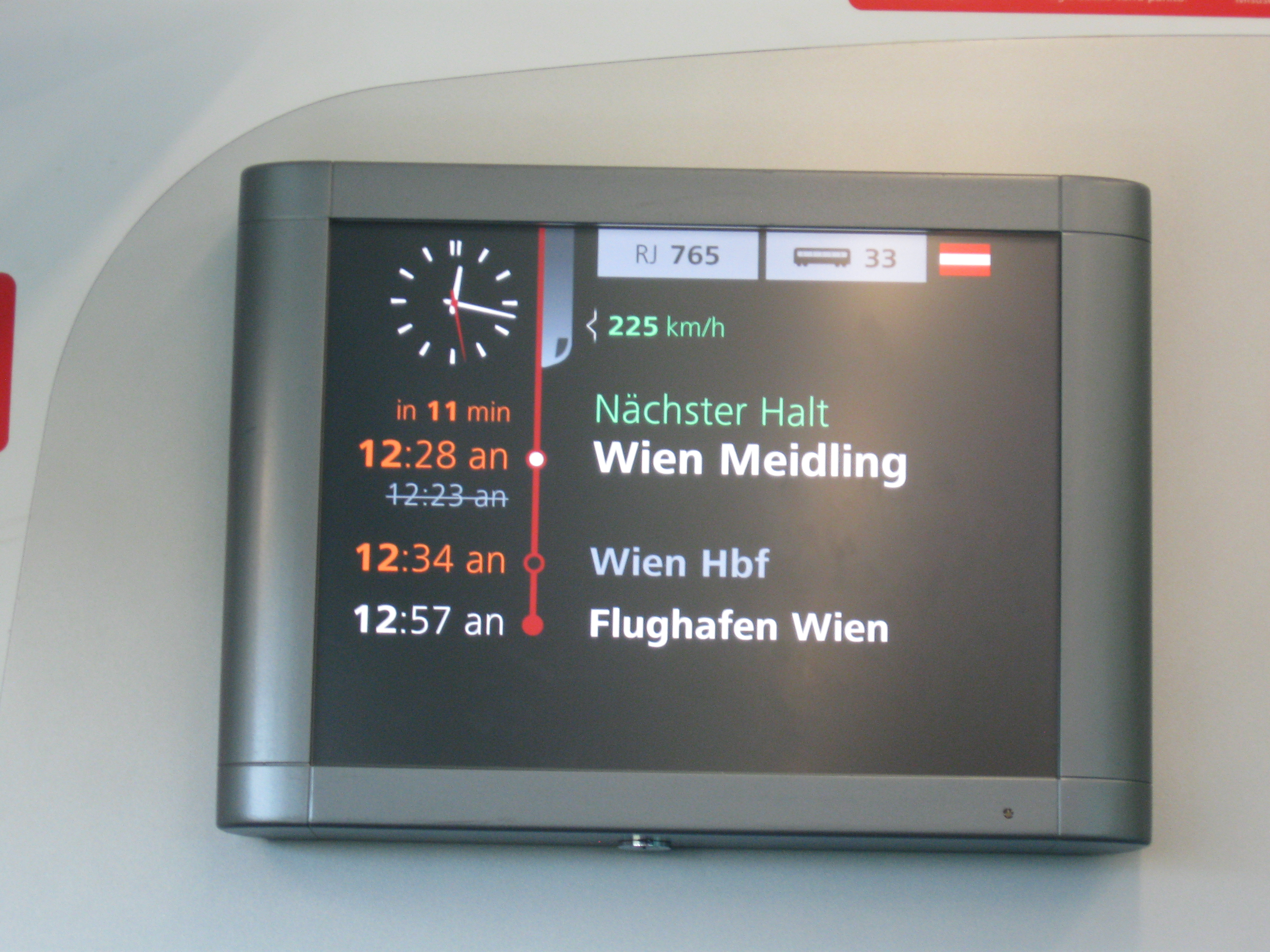
Neues Fahrgastinformationssystem (seit 2016)

Die Züge bestehen aus einem jeweils 185 Meter langen Wendezug in Stahlbauweise, der aus einem Steuer- und sechs Zwischenwagen besteht.
Die Züge werden mit Mehrsystemlokomotiven der Bauarten Taurus-2 oder Taurus-3 bespannt und sind für 230 km/h zugelassen. Inklusive Lok kommt der Zug auf eine Gesamtlänge von 205 Metern. Zur Kapazitätserhöhung können zwei Zugeinheiten zu einem 14-Wagen-Zug mit zwei Lokomotiven verbunden werden. Im Regelbetrieb bleiben Garnitur und Lokomotive stets gekuppelt.
Die Wagen können über die Zugsammelschiene mit allen vier UIC-Spannungen versorgt werden (Wechselspannung 1000 V / 16,7 Hz oder 1500 V / 50 Hz sowie Gleichspannung 1500 oder 3000 V).
Die Railjet-Garnituren bestehen, ähnlich wie der deutsche Metropolitan Express Train, aus einzelnen Wagen, die untereinander mit Schalenmuffenkupplungen verbunden sind und an den Enden normale Schraubenkupplungen aufweisen. Dadurch können sie mit vorhandenen Lokomotiven bespannt werden. Dank der Steifkupplung zwischen den Wagen konnten sie mit breiten, druckdichten Wagenübergängen versehen werden. An den Wagenübergängen sind Brandschutztüren angebracht, die in der Regel offenstehen.
Die Railjet-Züge vereinen Eigenschaften von Triebwagenzügen mit solchen lokbespannter Züge. Sie können theoretisch in der Werkstatt um einzelne Wagen gekürzt oder verlängert werden und lassen sich somit dem Verkehrsaufkommen einer Verbindung anpassen. In der Praxis wurde dies bisher nicht angewendet. Kurse mit besonders hohem Fahrgastaufkommen werden mit Doppelgarnituren geführt. Der Innenraum bietet trotz der im Prinzip klassischen Wendezugtechnik das Erscheinungsbild eines Triebzuges ohne Übergangstüren zwischen den Wagen.
Die für Hochgeschwindigkeitszüge geringe zulässige Höchstgeschwindigkeit von 230 km/h ist für den Einsatz kein großer Nachteil, da die Einheiten hauptsächlich auf Verbindungen eingesetzt werden, die einen geringen Anteil an Hochgeschwindigkeitsstrecken aufweisen.

### Kritik
Zu dem Angebot gibt es kritische Stimmen. Kritiker bemängelten unter anderem unzureichende Ablagemöglichkeiten für Gepäck, fehlende Möglichkeiten, Ski-Ausrüstung abzustellen (obwohl die Züge Skigebiete bedienen) sowie die mitunter zu geringe Anzahl von Sitzplätzen. Ein weiterer Kritikpunkt war zur Einführung die fehlende Möglichkeit der Mitnahme von Kinderwagen, die jedoch durch ausgewiesene Stellflächen vor dem Familienbereich zwischenzeitlich behelfsmäßig möglich ist. Die zuvor ebenfalls kritisierte fehlende Fahrradmitnahme ist seit Juli 2015 möglich.

## Technische Daten
|                           | Afmpz (Steuerwagen)                         | Ampz  | ARbmpz     | Bmpz (Zwischenwagen) | Bmpvz (Endwagen mit Fahrradabteil)          |
| ------------------------- | ------------------------------------------- | ----- | ---------- | -------------------- | ------------------------------------------- |
| Länge (m)                 | 26,85                                       | 26,50 | 26,50      | 26,50                | 26,45                                       |
| Höhe (mm)                 | 4050                                        | 4050  | 4050       | 4050                 | 4050                                        |
| Breite (mm)               | 2825                                        | 2825  | 2825       | 2825                 | 2825                                        |
| Drehzapfenabstand (m)     | 19,0                                        | 19,0  | 19,0       | 19,0                 | 19,0                                        |
| Drehgestellachsstand (mm) | 2500                                        | 2500  | 2500       | 2500                 | 2500                                        |
| Sitzplätze                | 27 (Garnituren 01–51) 38 (Garnituren 52–60) | 55    | 10         | 80                   | 72 (Garnituren 01–51) 74 (Garnituren 52–60) |
| Radabstellplätze          | 0                                           | 0     | 0          | 0                    | 5 (Garnituren 01–51) 7 (Garnituren 52–60)   |
| Stehplatzfläche (m²)      | 17,8 (Garnituren 01–51)                     | 19,4  | 30,4       | 18,2                 |                                             |
| Warmwassertank 20 l       | WC                                          | WC    | WC         | WC                   | WC                                          |
| Frischwassertank 100 l    | Galley                                      | –     | –          | –                    | –                                           |
| Frischwassertank 150 l    | WC                                          | –     | WC         | –                    | –                                           |
| Frischwassertank 300 l    | –                                           | WC    | Restaurant | WC                   | WC                                          |
| Grauwassertank 250 l      | WC, Galley                                  | –     | WC         | –                    | –                                           |
| Grauwassertank 400 l      | –                                           | WC    | –          | WC                   | WC                                          |
| Grauwassertank 600 l      | –                                           | –     | Restaurant | –                    | –                                           |
| Fäkalientank 300 l        | WC                                          | –     | WC         | –                    | –                                           |
| Fäkalientank 800 l        | –                                           | WC    | –          | WC                   | WC                                          |

Erläuterung der Kennbuchstaben gemäß ETV Kennzeichnung 2015:

A = Reisezugwagen erste Klasse mit Sitzplätzen; B = Reisezugwagen zweite Klasse mit Sitzplätzen; R = Reisezugwagen mit Speisewagen-, Buffet- oder Barabteil

b = Reisezugwagen mit Ausrüstung für Körperbehinderte; v = Wagen mit Fahrradabteil; z = Wagen mit zentraler Energieversorgung; f = Steuerwagen; p = Großraumwagen mit Sitzplätzen und Mittelgang; m = Wagen über 24,5 m Länge

### Bremsen
Die Wagen sind mit mehreren Bremssystemen ausgestattet:
- Elektropneumatische Bremse mit Notbremsüberbrückung, Gleitschutz und Rollüberwachung: Die Druckluftbremse wird durch den elektronischen Gleitschutz überwacht, wodurch das Blockieren der Radsätze verhindert wird. Die Auslösung des Gleitschutzes erfolgt radsatzselektiv.
- direktwirkende Bremse als Zusatzbremse (nur beim Steuerwagen)
- Magnetschienenbremse (ausgenommen beim hinteren Drehgestell des Steuerwagens)
- Federspeicherbremse

### Zugbeeinflussung
Alle 60 ÖBB-Garnituren sind ab Werk mit Fahrzeugeinrichtungen für die Zugbeeinflussungen (PZB, LZB) für Deutschland und Österreich ausgestattet. Des Weiteren wurden bei den Wagenzügen und Lokomotiven 1 bis 23 zusätzliche Fahrzeugeinrichtungen für den erweiterten Einsatz in der Schweiz (ZUB, Integra) und Ungarn (Mirel in Steuerwagen, und EVM in Lok) eingebaut. Die Lokomotiven erhielten einen dritten Stromabnehmer mit einer schmalen Palette für die Schweiz. Da man mehr für Ungarn taugliche Einheiten benötigte, ist bei den Garnituren 29 bis 31 zusätzlich die Zugbeeinflussung Mirel im Steuerwagen und EVM in die Lokomotiven 1116 229–231 eingebaut worden. Da seit Dezember 2012 auf der Neubaustrecke Wien – St. Pölten die europäische Zugbeeinflussung ETCS Level 2 angewendet wird, wurden in allen Garnituren ETCS-Fahrzeuggeräte eingebaut.
Die sieben ČD-Garnituren werden mit von den ÖBB angemieteten Lokomotiven der Reihe 1216 bespannt und gemeinsam mit den drei ÖBB-Garnituren 29–31 mit Mirel-Ausrüstung zwischen Prag und Graz eingesetzt.

### Klimatisierung
Am Führerstand des Afmpz befindet sich ein Kompaktaggregat mit einer Kühlleistung von 5,5 kW und einer Heizleistung von 6,5 kW. Im Fahrgastbereich befindet sich pro Wagen im Unterflurbereich ein Kompaktaggregat mit einer Kühlleistung von 36 kW und einer Wärmeleistung von 39,5 kW. Über ein Ansauggitter an der Seitenwand wird Frischluft zugeführt. Die Umluft aus dem Fahrgastabteil wird an der gegenüberliegenden Seitenwand abgesaugt und strömt mit der Frischluft zum Klimaaggregat. Die Luft gelangt danach durch einen Luftfilter, wird vom Ventilator angesaugt und über den Verdampfer und den elektrischen Lufterhitzer gedrückt. Durch die Luftkanäle wird die aufgearbeitete Luft in das Wageninnere geführt und verteilt. Die Ausblasung erfolgt im Heizbetrieb unter den Sitzen und unterhalb der Fenster, während im Kühlbetrieb der Großteil der Luft durch einen Kanal in den Deckenbereich geführt und dort über die Deckeneinblasung im gesamten Wagenbereich verteilt wird. Ein kleiner Teil der Luft wird dabei auch über die Bodenkanäle verteilt. Ein eigenes Aggregat sorgt dafür, dass während der Druckertüchtigung die Abluft abgesaugt wird.

### Türen
Die Einstiegstüren sind als Schwenkschiebetüren ausgeführt, werden elektrisch gesteuert und verfügen über eine lichte Weite von 850 mm. Der Ein-/Ausstieg erfolgt über drei Stufen mit einer Höhe von 200 mm und einem Klappschwenktritt. Nach der erfolgten Türfreigabe können die Türen über die entsprechenden Öffnungstaster geöffnet werden, wobei zuerst der Klapptritt ausfährt und sich erst danach die Tür öffnet. Wenn die vertikalen Lichtschranken nicht unterbrochen werden oder der Taster gedrückt wird, schließt sich die Tür nach einer kurzen akustischen Vorwarnung und blinkenden Tastern. Der Klapptritt fährt erst ein, wenn die Tür geschlossen ist. Der Schließbefehl kann auch über den Führerstand durch die Rücknahme der Türfreigabe oder das Betätigen des Schaffnerschalters gegeben werden.
Die ARbmpz verfügen an einem Wagenende über Lade- anstatt Einstiegtüren, über die diese Wagen mit den Catering-Trolleys beladen werden. Die Betätigung der Türen ist nur durch das Personal möglich. Der Kuppelwagen hat nur am Kuppelende Einstiegstüren. Bei den Garnituren 1 bis 23 sind die Türen durch einen orangen Rahmen hervorgehoben, da die Hervorhebung der Türen eine Auflage der Schweiz ist.
An den Wagenenden befinden sich die Übergangstüren, die in der Grundstellung offen sind. Die mechanischen Türen werden durch Elektromagnete offen gehalten, die bei der Aktivierung des Brand- und Rauchmelders die Verriegelung lösen und somit die Türen mittels Federkraft schließen. Eine manuelle Schließung ist mittels Notbetätigung (an der Decke) möglich. Die lichte Weite der Türen beträgt 1100 mm, die lichte Höhe 1960 mm. Am Regelkupplungsende der Kuppelwagen ist kein Wagenübergang vorhanden.
Zwischen den Einstiegen und den Fahrgasträumen befinden sich elektrisch betriebene Schiebetüren mit einer lichten Weite von 650 mm. Im ARbmpz befindet sich weiters eine zweiflügelige Tür mit einer lichten Weite von 800 mm aufgrund der Erreichbarkeit des Rollstuhlplatzes. Bei sämtlichen Schiebetüren beträgt die lichte Höhe 2050 mm.

## Wagenklassen
Jede Railjet-Garnitur bietet drei Klassen: die Economy Class/2. Klasse, die First Class/1. Klasse und die Business Class.
Die Economy Class ist in einer Sitzplatzteilung 2+2, die First Class hingegen 1+2 ausgeführt. Die Business Class in den Railjets der ÖBB verfügt über zwei Vierer-, zwei Dreier- und zwei Einer-Abteile. In den Railjets der ČD ist die Business Class in einer 1+1-Konfiguration eingebaut.
Insgesamt bieten die Railjet-Garnituren 01 bis 51 nach dem Einbau von fünf Fahrradstellplätzen 404 Sitzplätze, davon 16 in der Business-, 76 in der First- und 312 in der Economy-Klasse. Die 16 Sitze der Business-Klasse befinden sich im Steuerwagen. Ein Großraumwagen ist mit 55 Sitzplätzen der First-Klasse bestückt, in einem Wagen befinden sich das Restaurant und zehn Sitzplätze der First-Klasse. Drei Wagen sind Großraumwagen mit je 80 Sitzplätzen der Economy-Klasse und ein Wagen ist Kuppelwagen mit 72 Sitzplätzen der Economy-Klasse und einseitiger Regelzug- und Stoßvorrichtung.
Die Garnituren 52 bis 60 wurden standardmäßig mit sieben Fahrradstellplätzen ausgestattet. Ein zusätzlicher Wagen der zweiten Klasse anstelle eines erste-Klasse-Wagens erhöht die Sitzplatzkapazität auf 442 Plätze, davon 6 in der Business-, 42 in der First- und 394 in der Economy-Klasse.
Die Dreiklasseneinteilung orientiert sich an der Aufteilung im Flugverkehr sowie an den Hochgeschwindigkeitszügen AVE in Spanien und dem Eurostar zwischen London und Paris bzw. Brüssel. In den beiden höheren Klassen, die tariflich der ersten Klasse gleichgestellt sind, wird ein Am-Platz-Service geboten. Für die Business-Klasse ist auf Strecken innerhalb Österreichs ein Zuschlag von 15 Euro zu zahlen, auf Strecken außerhalb Österreichs gilt dieser Zuschlag nicht; inbegriffen ist darin ein Gratisgetränk nach Wahl, Zeitungs- sowie Am-Platz-Service. Sie ersetzte ab 1. April 2012 die zuvor angebotene Premium-Klasse. Diese war jedoch wirtschaftlich ein Fehlschlag: Die Premium-Klasse (die immerhin einen halben Wagen belegte) war überwiegend leer. Der Zuschlag für die Top-Klasse sank von 25 auf 15 Euro. Bauliche Veränderungen entfielen jedoch aus Kostengründen.
Für die First- und Business-Klasse steht dabei eine eigene Küche zur Verfügung. Ebenso ist im Zug ein Restaurant mit 14 Sitzplätzen enthalten. Die weiteren Servicefunktionen umfassen unter anderem kostenloses WLAN innerhalb von Österreich, ein barrierefreies WC, einen Rollstuhl-Hebelift auf jeder Ausstiegsseite, ein Kinderkino sowie Plätze für Kinderwagen.

Wagenklassen
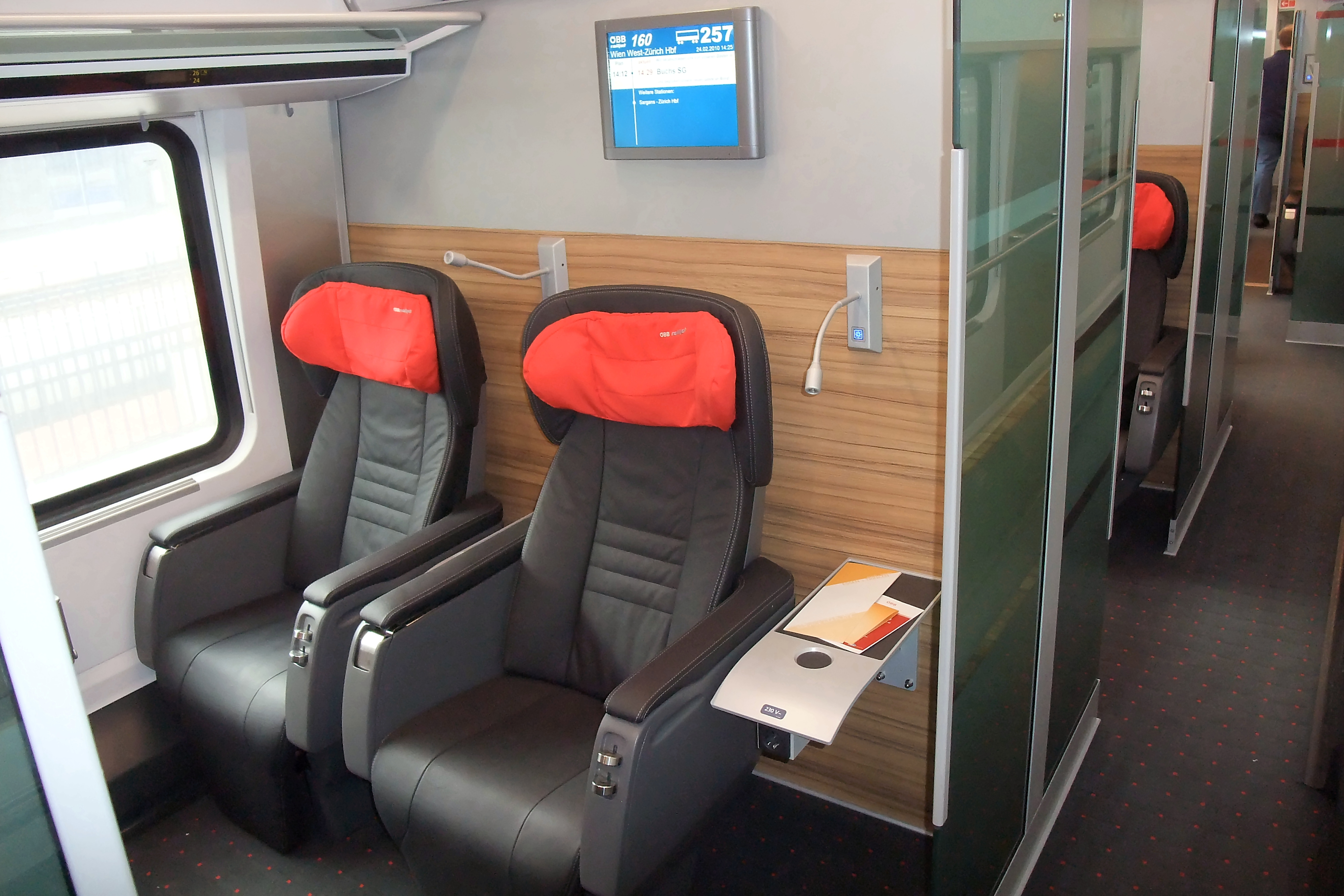
Business Class (ÖBB, Nr. 01–51)
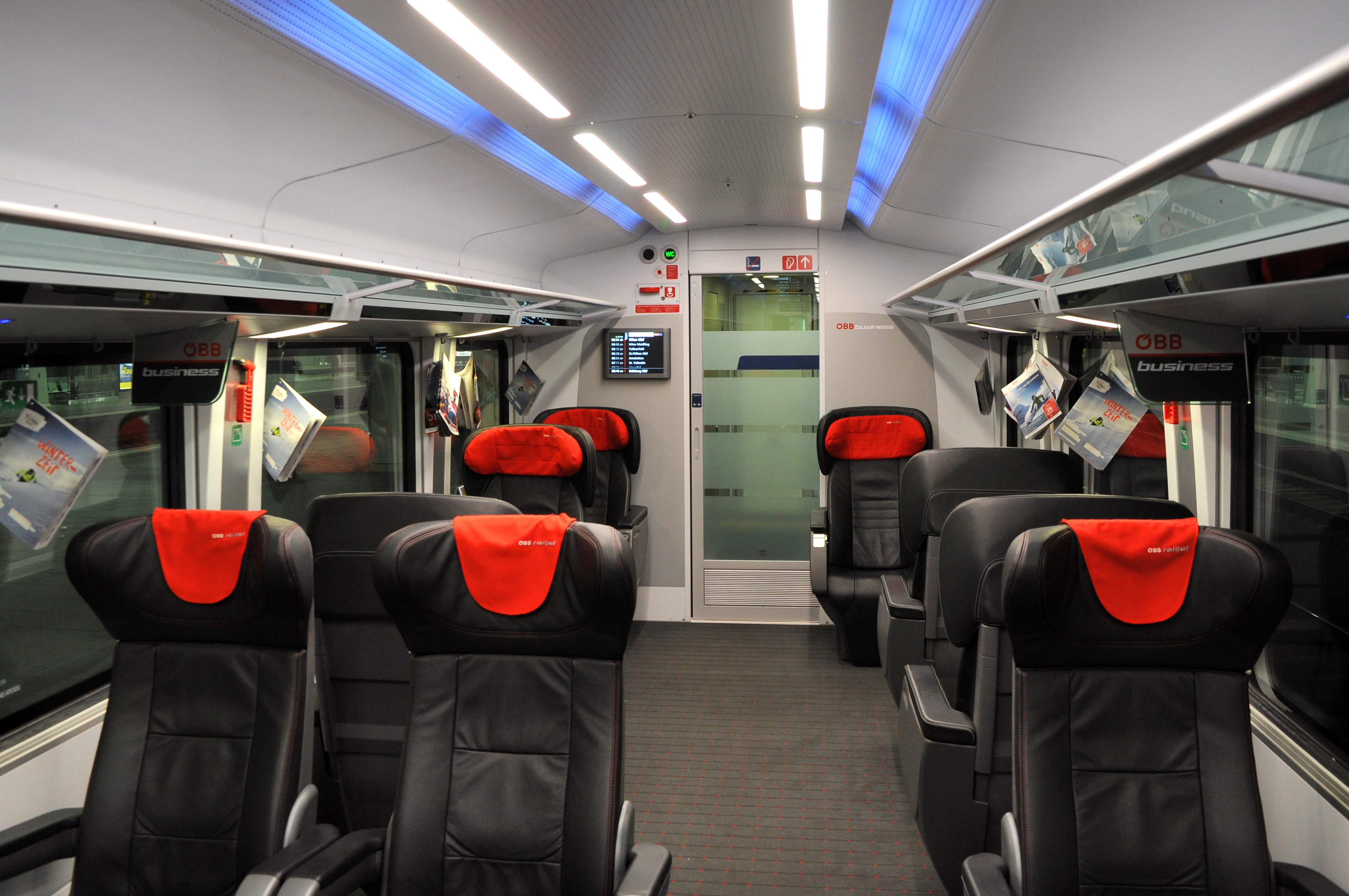
Übergang von der First Class in die Business Class (ÖBB, Nr. 52–60)
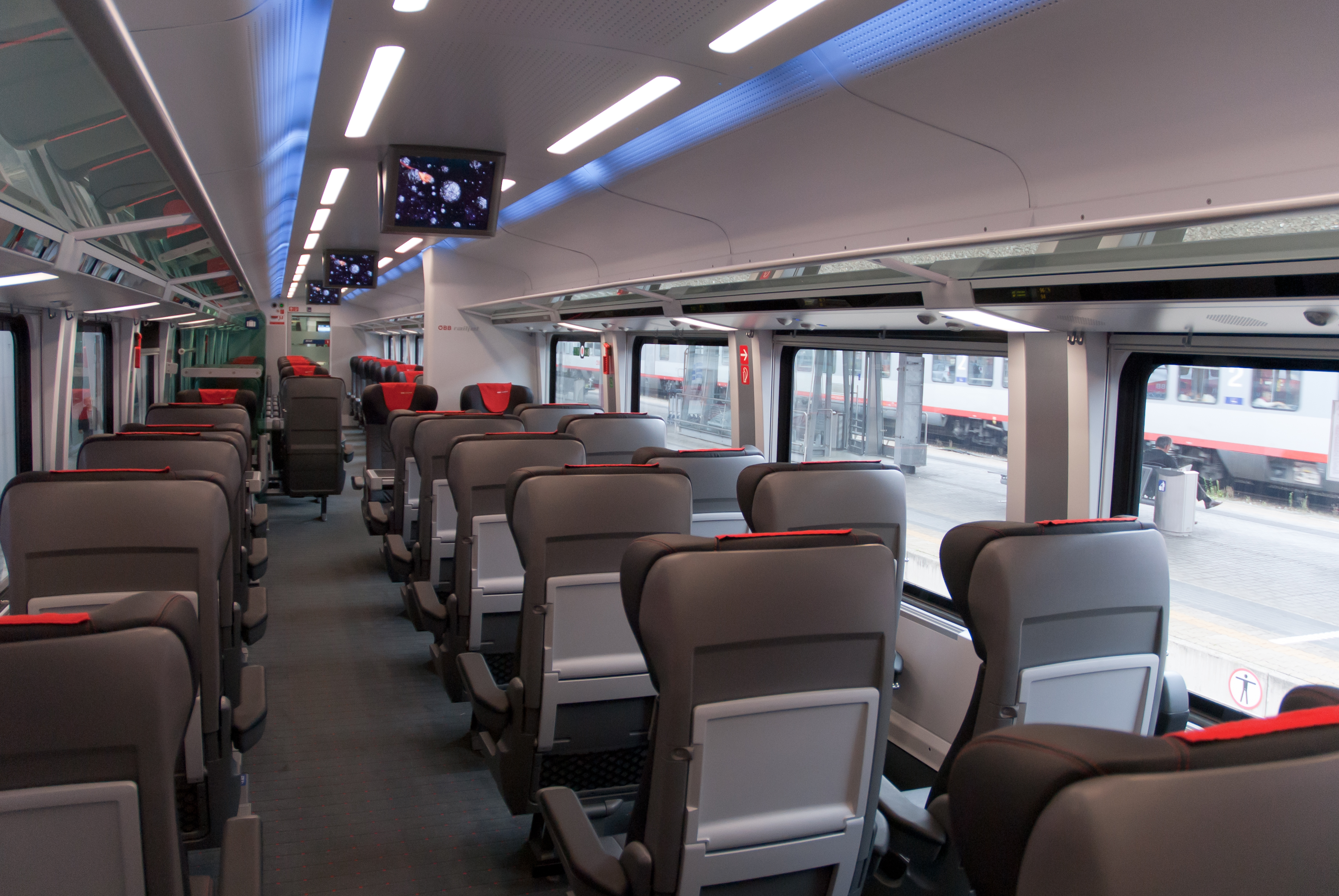
First Class (ÖBB)
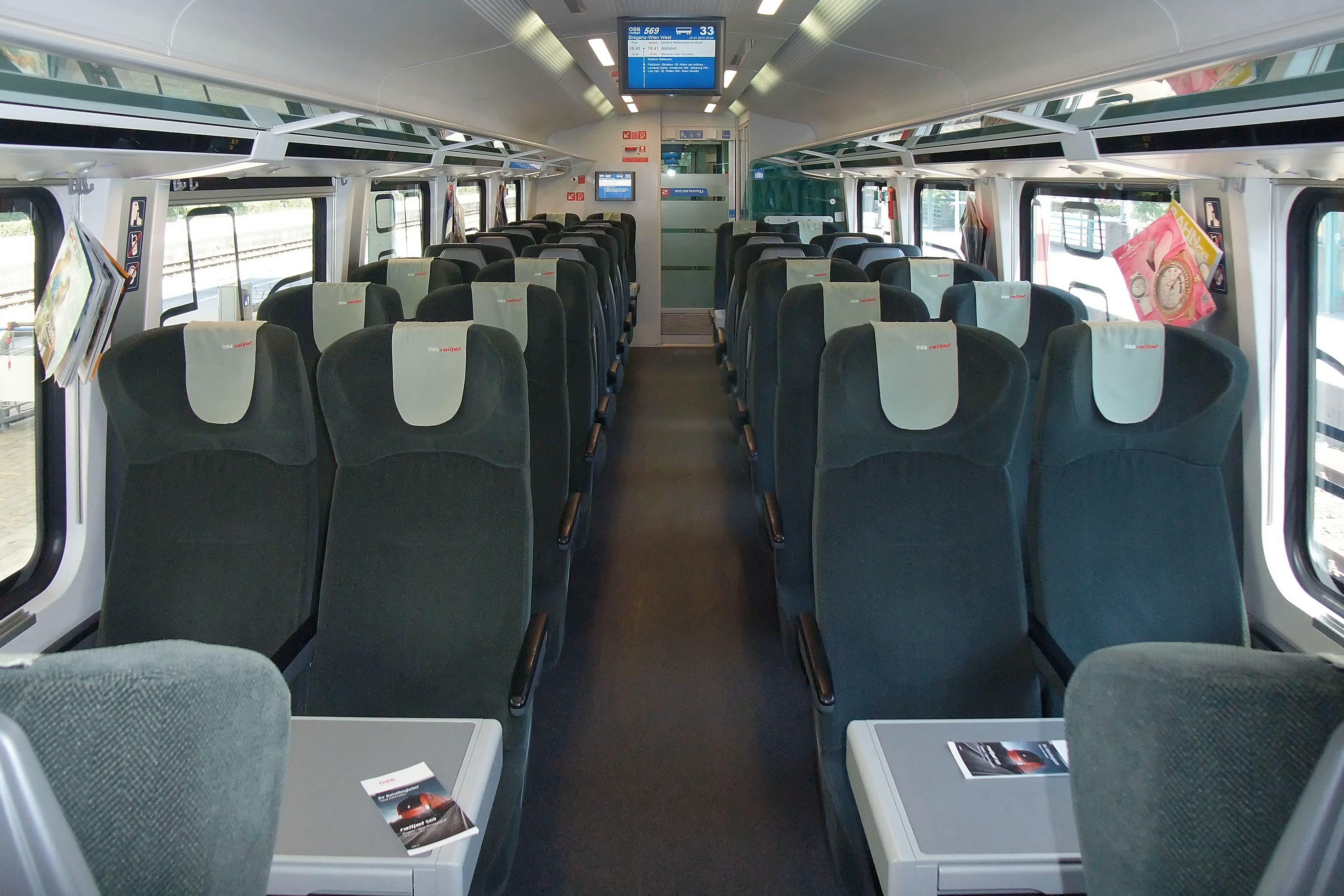
Economy Class (ÖBB)
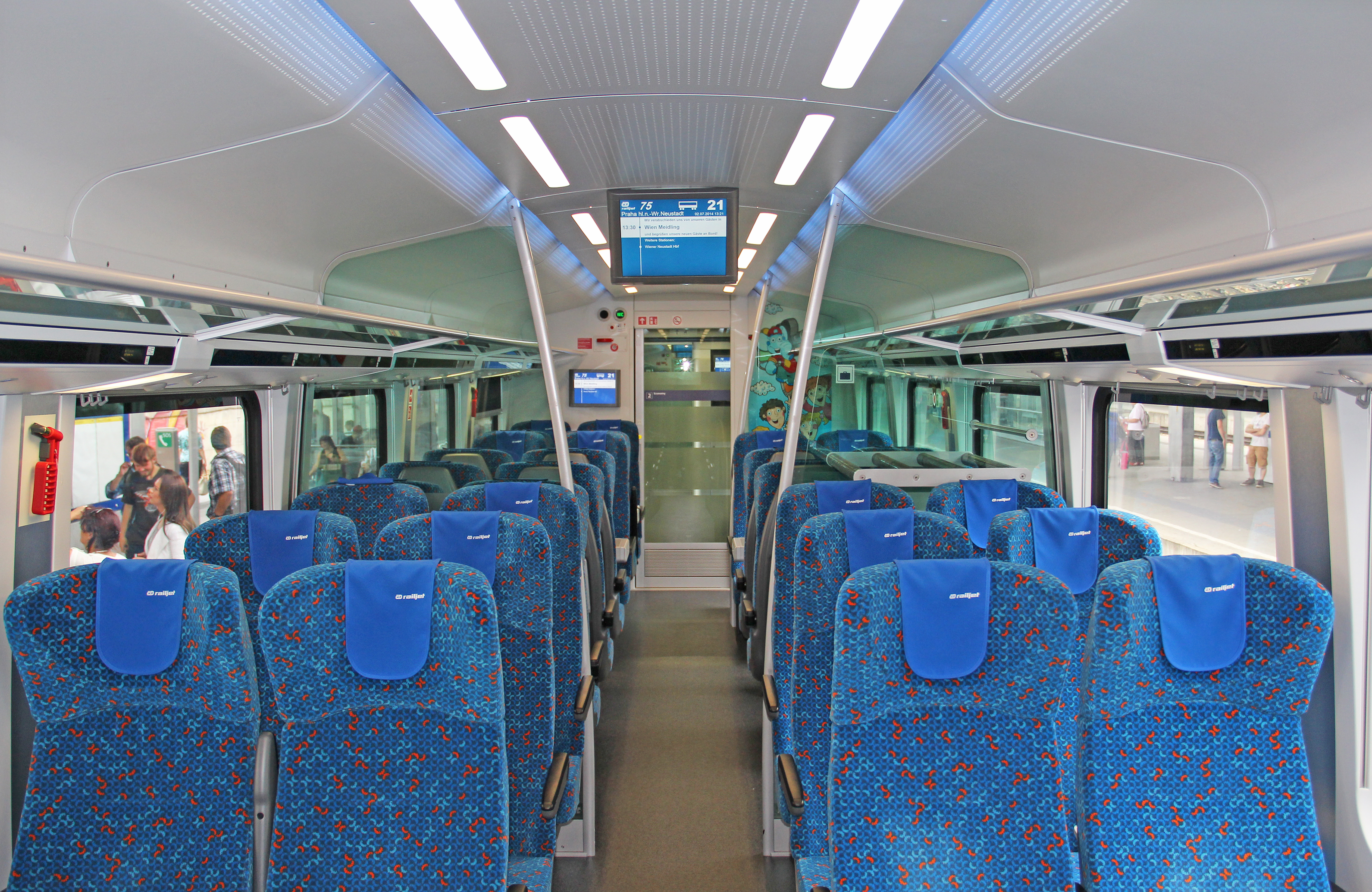
Economy Class (ČD)
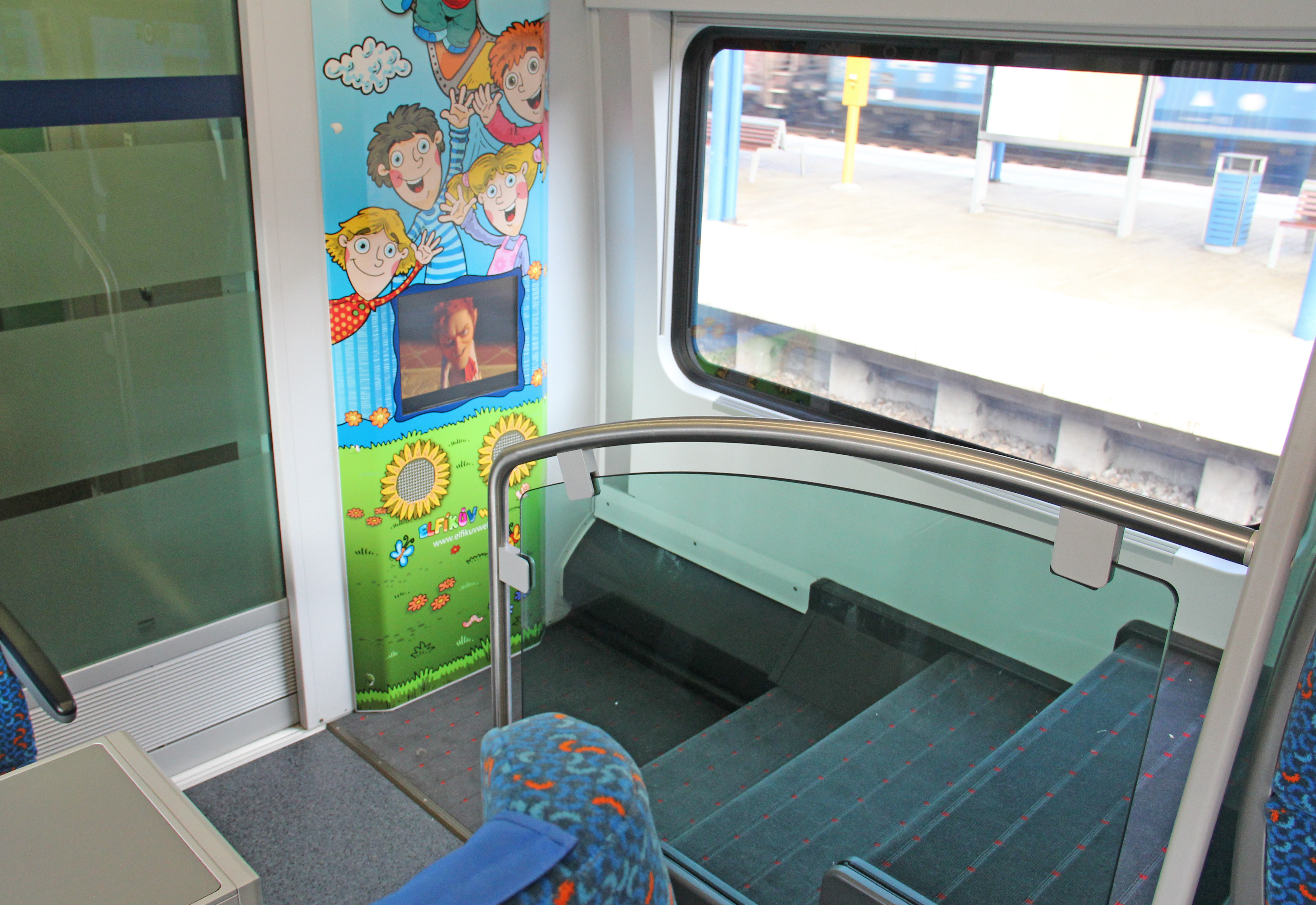
Kinderkino (ČD)
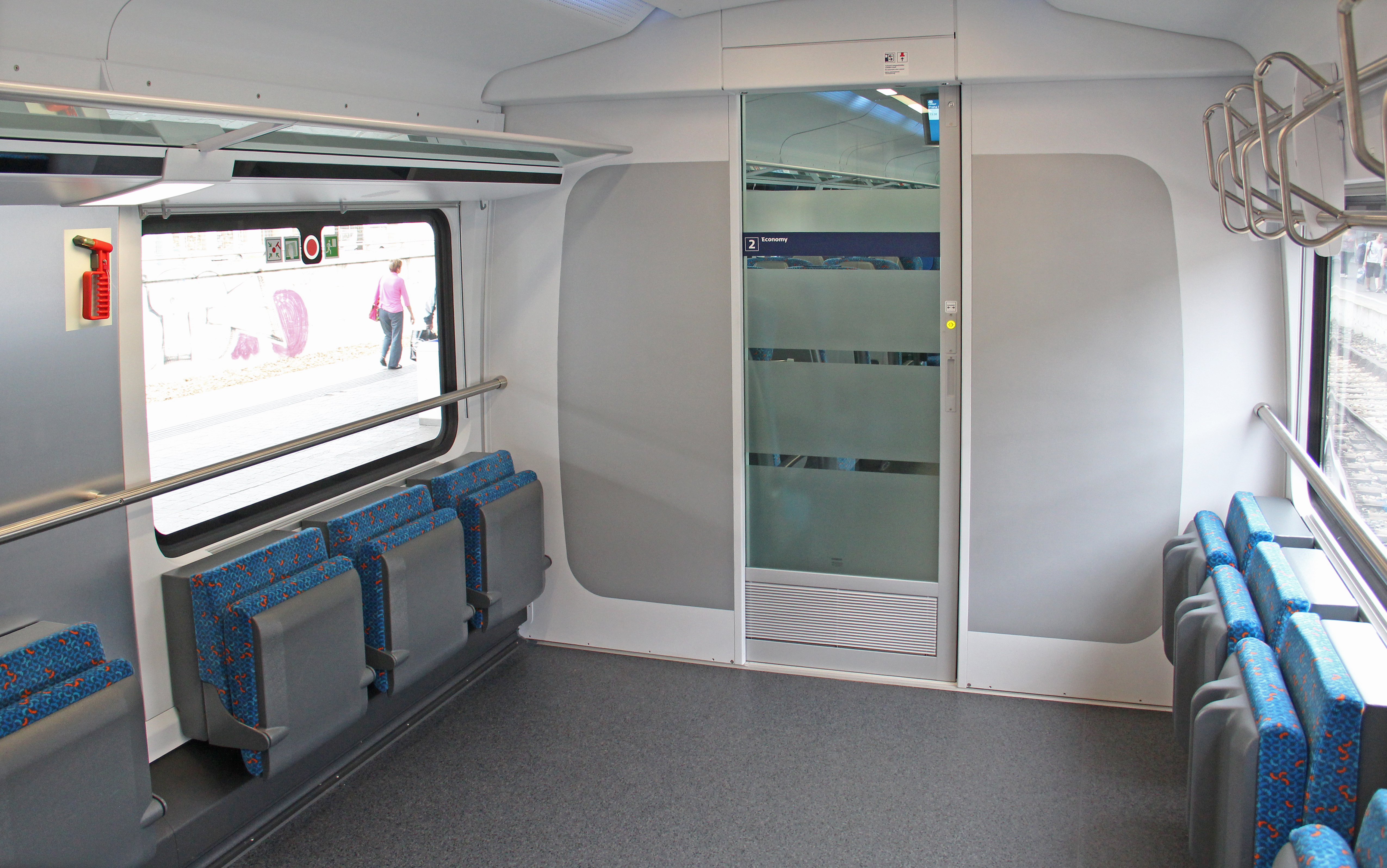
Fahrradabteil (ČD)
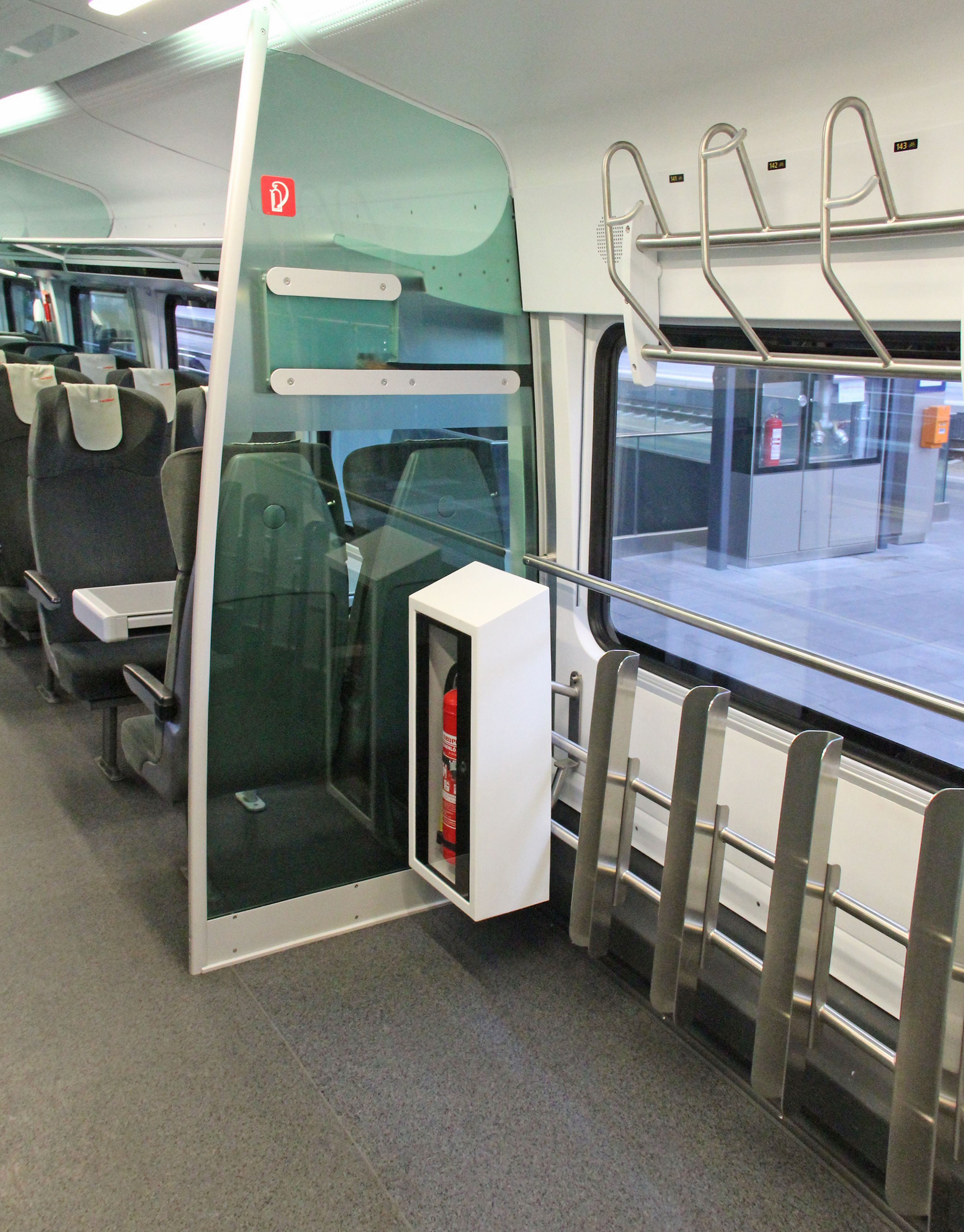
Fahrradabteil (ÖBB, umgebaut)
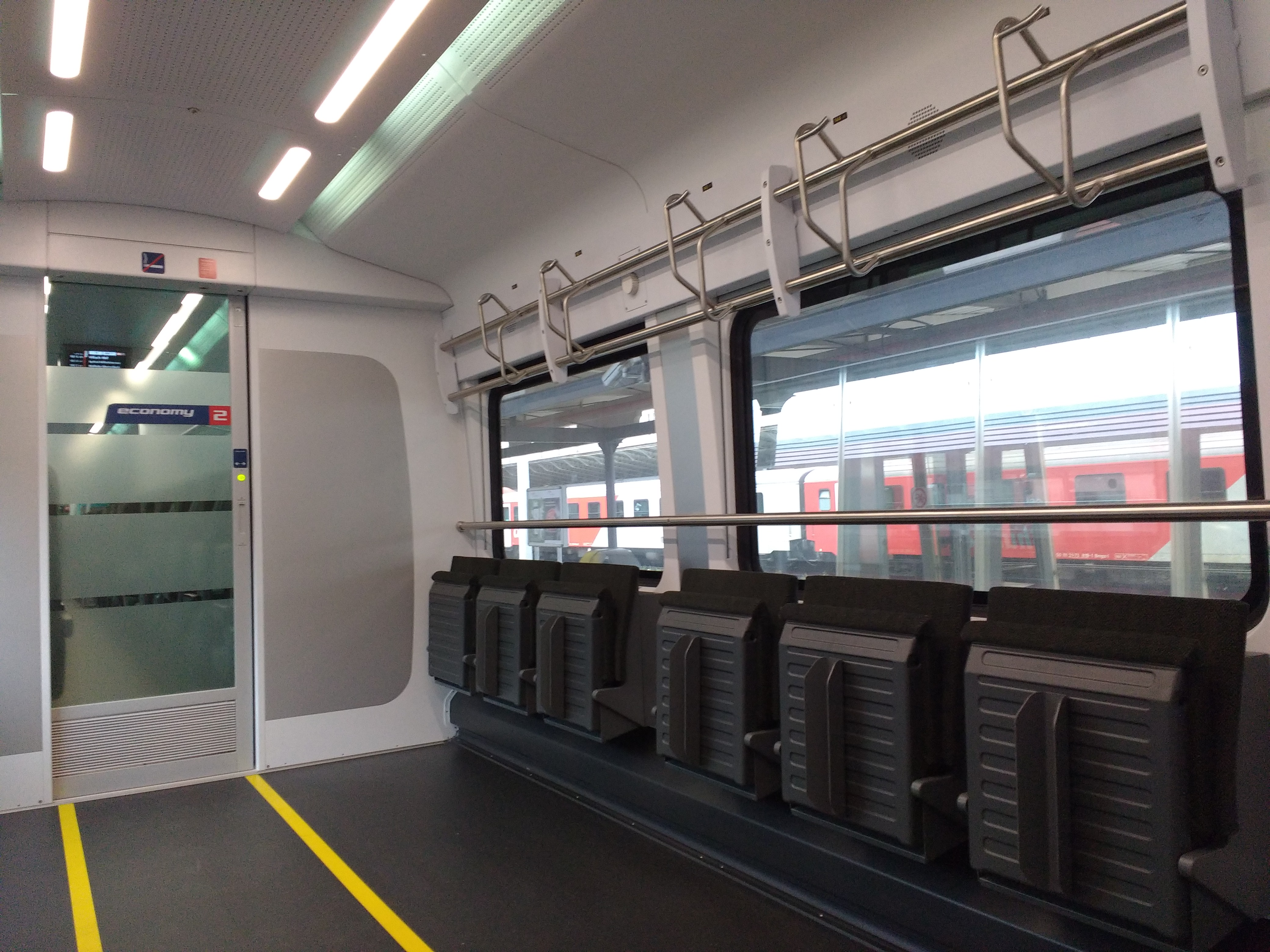
Fahrradabteil (ÖBB, Auslieferung 2016)

## Design
Die gesamte Innen- und Außengestaltung der Fahrzeuge sowie das Railjet-Markenzeichen stammen von dem auf strategisches Design spezialisierten Unternehmen Spirit Design aus Wien. Das Design des Railjets wurde mehrfach ausgezeichnet: 2008 wurde es für den „Createch Award“ nominiert, der vom österreichischen Bundesministerium für Verkehr, Innovation und Technologie vergeben wird. 2009 erhielt es den Preis „Gute Gestaltung“ des Deutschen Designer Club und das Design-Gütesiegel „red dot“ des Designzentrums Nordrhein-Westfalen. Außerdem wurde es zweimal für den Designpreis der Bundesrepublik Deutschland nominiert (2009, 2010) sowie einmal für den Österreichischen Staatspreis Design (2009). Darüber hinaus erhielt es den Preis „Consumer Favorite 09“ bei dem vom iF Designforum Hannover ausgeschriebenen „Universal Design Award“.
Passend zu den üblicherweise mit dem Railjet 1 eingesetzten Loks ist die Front des Steuerwagens den Siemens-Baureihen ES64U2 und ES64U4 nachempfunden.
Ab Frühjahr 2024 werden schrittweise Züge der ersten Generation modernisiert und der zweiten Generation in Design und Innenraumausstattung angeglichen. Die Garnituren sollen mit neuen Sitzen, Fahrgastinformationssystem und einem Snack-Automaten versehen werden. Die Sitze der 1. Klasse werden von dem Unternehmen BORCAD cz dafür hergestellt, das auch die Sitze der Reihen ÖBB 4744/4746/4748 produziert hat. Diese Arbeiten sollten ursprünglich bis 2028 abgeschlossen sein, werden aber nun bis Ende 2031 andauern. Der Erste erneuerte Railjet soll bereits Ende 2025 auf der Südstrecke unterwegs sein.

## Wagenbezeichnungen
Gemäß ETV Kennzeichnung 2015 sind die sieben Wagen einer Einheit mit zwölfstelligen europäischen Fahrzeugnummer (EVN) gekennzeichnet. Ergänzend gibt es alphabetische Kennzeichnungen mit der Abkürzung des Landes, in dem das Fahrzeug registriert ist (A oder CZ), mit der Fahrzeughalterkennzeichnung (ÖBB oder ČD) und dem technische Merkmale verschlüsselnden Gattungszeichen (Bmpvz usw.).
Die Wagen sind bei einer Einfachgarnitur für die Platzreservierung von 21 bis 27 durchnummeriert; bei einer Doppelgarnitur zusätzlich noch von 31 bis 37.

### ÖBB-Garnituren 01–51
- Lokomotive 91 81 1116 2yy-y bzw. 91 81 1216 2yy-y A-ÖBB (Siemens ES64U2 bzw. ES64U4 aus der EuroSprinter-Familie, in Österreich als Taurus bekannt)
- Wagen 21 bzw. 31: A-ÖBB 73 81 84-90 1xx-x Bmpvz (Endwagen, zweite Klasse, fünf Fahrradstellplätze)
- Wagen 22 bzw. 32: A-ÖBB 73 81 22-90 2xx-x Bmpz (zweite Klasse)
- Wagen 23 bzw. 33: A-ÖBB 73 81 22-90 3xx-x Bmpz (zweite Klasse)
- Wagen 24 bzw. 34: A-ÖBB 73 81 22-90 4xx-x Bmpz (zweite Klasse)
- Wagen 25 bzw. 35: A-ÖBB 73 81 85-90 5xx-x ARbmpz (erste Klasse und Restaurant mit Info-Point)
- Wagen 26 bzw. 36: A-ÖBB 73 81 19-90 6xx-x Ampz (erste Klasse)
- Wagen 27 bzw. 37: A-ÖBB 73 81 80-90 7xx-x Afmpz (Steuerwagen und erste Klasse Business)

### ÖBB-Garnituren 52–60
- Lokomotive 91 81 1116 1yy-y bzw. 91 81 1216 0yy-y A-ÖBB (Siemens ES64U2 bzw. ES64U4 aus der EuroSprinter-Familie, in Österreich als Taurus bekannt)
- Wagen 21 bzw. 31: A-ÖBB 73 81 84-90 1xx-x Bmpvz (Endwagen, zweite Klasse, sieben Fahrradstellplätze)
- Wagen 22 bzw. 32: A-ÖBB 73 81 22-90 2xx-x Bmpz (zweite Klasse)
- Wagen 23 bzw. 33: A-ÖBB 73 81 22-90 3xx-x Bmpz (zweite Klasse)
- Wagen 24 bzw. 34: A-ÖBB 73 81 22-90 4xx-x Bmpz (zweite Klasse)
- Wagen 25 bzw. 35: A-ÖBB 73 81 22-90 5xx-x Bmpz (zweite Klasse)
- Wagen 26 bzw. 36: A-ÖBB 73 81 85-90 6xx-x ARbmpz (erste Klasse und Restaurant mit Info-Point)
- Wagen 27 bzw. 37: A-ÖBB 73 81 80-90 7xx-x Afmpz (Steuerwagen und erste Klasse Business)

### ČD Railjet
- Lokomotive 91 81 1216 2xx-x A-ÖBB (Siemens ES64U4)
- Wagen 21: CZ-ČD 73 54 20-91 00x-x Bmpz (Endwagen, zweite Klasse, sieben Fahrradstellplätze)
- Wagen 22: CZ-ČD 73 54 21-91 10x-x Bmpz (zweite Klasse)
- Wagen 23: CZ-ČD 73 54 21-91 20x-x Bmpz (zweite Klasse)
- Wagen 24: CZ-ČD 73 54 21-91 30x-x Bmpz (zweite Klasse)
- Wagen 25: CZ-ČD 73 54 21-91 40x-x Bmpz (zweite Klasse)
- Wagen 26: CZ-ČD 73 54 85-91 00x-x ARbmpz (erste Klasse und Restaurant mit Info-Point)
- Wagen 27: CZ-ČD 73 54 80-91 00x-x Afmpz (Steuerwagen und erste Klasse Business)

Erläuterung der europäischen Fahrzeugnummer gemäß ETV Kennzeichnung 2015:

Elektrolokomotive für Geschwindigkeiten über 190 km/h, Österreich, Baureihe 1116 bzw. 1216

73 = druckdichte Fahrzeuge mit fester Spurweite mit Klimaanlage, international einsetzbar; 81 bzw. 54 = Ländercode für Österreich bzw. für die Tschechische Republik;

19 = Sitzwagen erste Klasse, neun Abteile mit Seitengang oder gleichwertiger Großraum mit Mittelgang; 20 = Sitzwagen zweite Klasse, zehn Abteile mit Seitengang oder gleichwertiger Großraum mit Mittelgang; 21 = Sitzwagen zweite Klasse, elf Abteile mit Seitengang oder gleichwertiger Großraum mit Mittelgang; 22 = Sitzwagen zweite Klasse, ≥ zwölf Abteile mit Seitengang oder gleichwertiger Großraum mit Mittelgang; 80 = Fahrzeuge mit spezieller Auslegung, Steuerwagen mit Sitzplätzen, alle Klassen, mit oder ohne Gepäckabteil, mit Führerraum für Wendezugbetrieb; 84 = Fahrzeuge mit spezieller Auslegung, Sitzwagen, alle Klassen, mit speziell eingerichteten Abteilen, z. B. Kinder-/Spielabteil; 85 = Fahrzeuge mit spezieller Auslegung, Personenwagen mit Sitzplätzen und Liegewagen, alle Klassen, mit Bar oder Buffetbereich; 

90 bzw. 91 = Höchstgeschwindigkeit: > 160 km/h; Energieversorgung: Alle Spannungen

## Einsatz

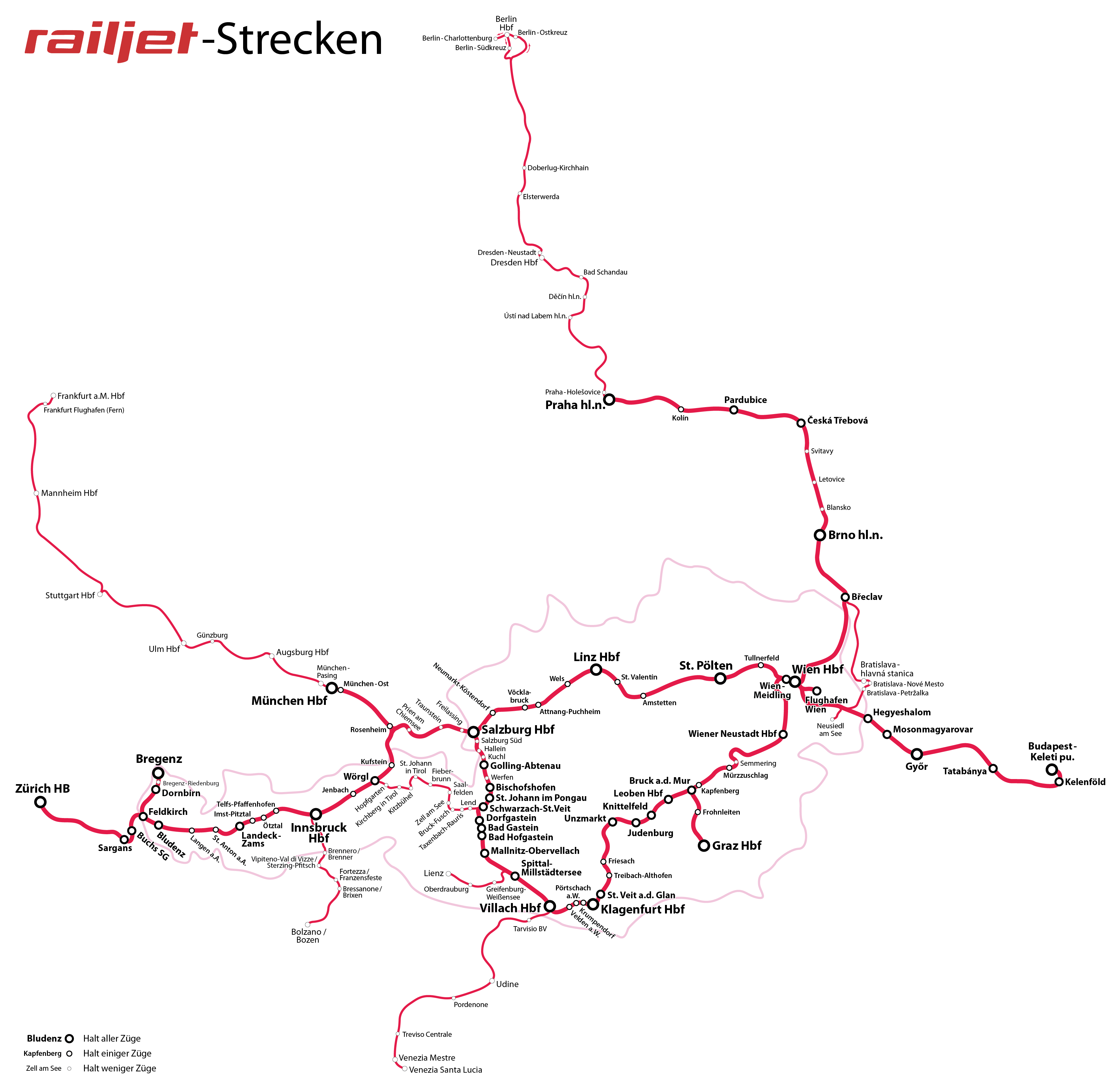
Railjet-Strecken

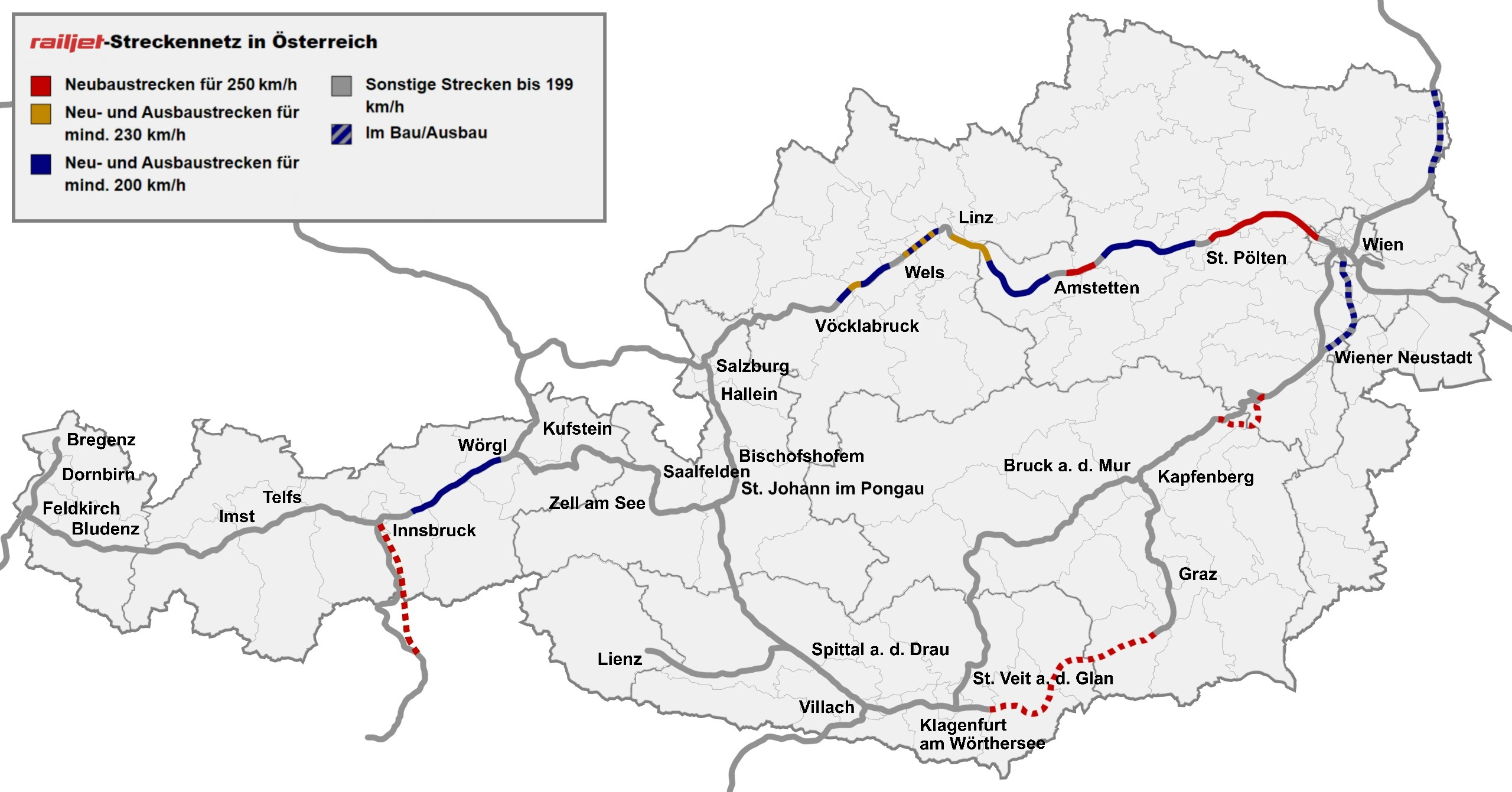
Railjet-Streckennetz in Österreich mit Geschwindigkeitsangaben

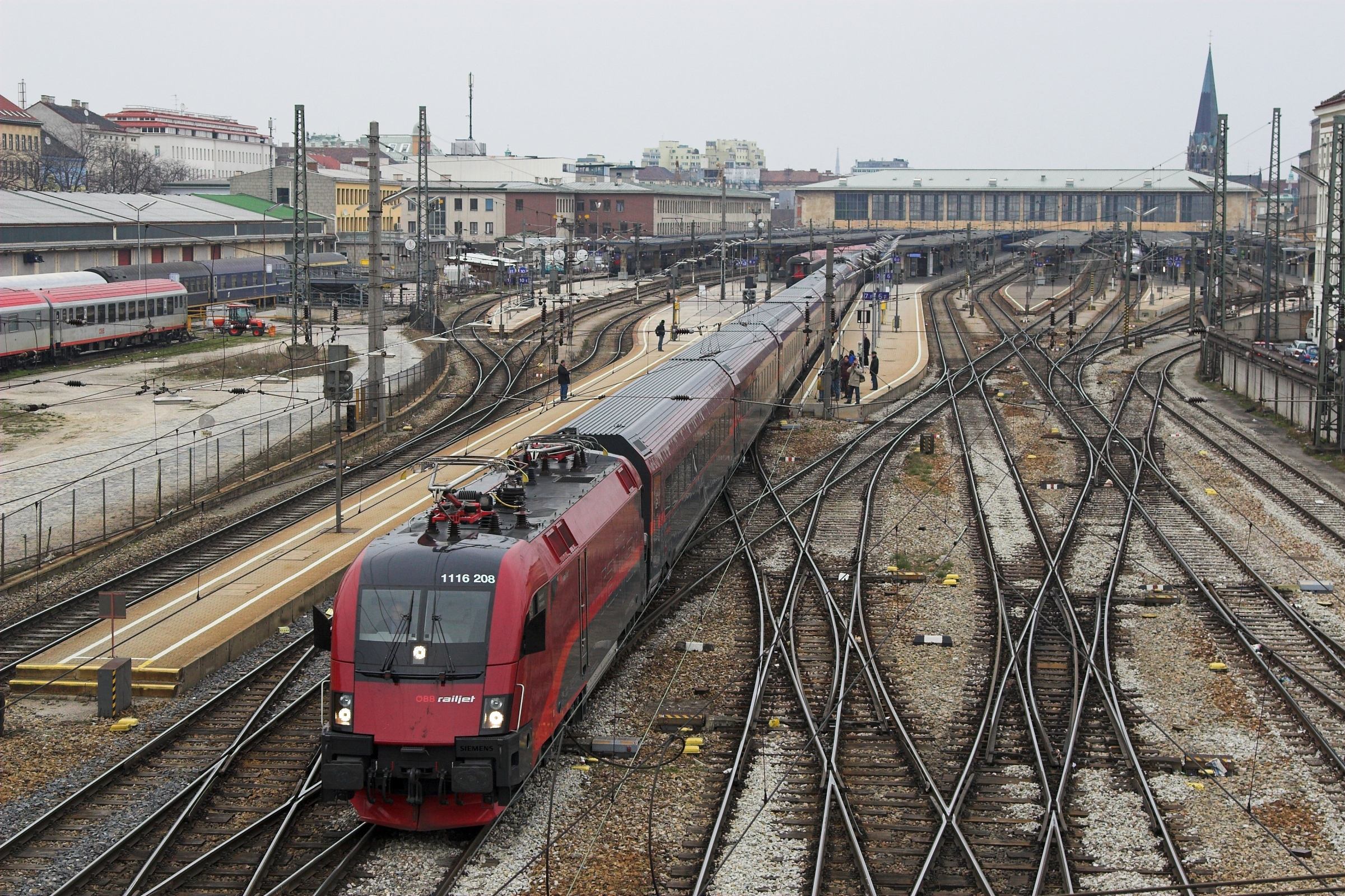
Ausfahrt eines Railjets aus Wien Westbahnhof

Für Verwendung des Railjets: